# Les Cigares du pharaon
Vous lisez un « bon article » labellisé en 2021.
Les Cigares du pharaon est un album de bande dessinée, le quatrième des Aventures de Tintin, créées par le dessinateur belge Hergé. L'histoire est d'abord publiée en noir et blanc de façon hebdomadaire dans Le Petit Vingtième, sous le titre Les Aventures de Tintin en Orient, du 8 décembre 1932 au 8 février 1934, pour un total de 124 planches. L'album, paru au mois de novembre 1934 sous son titre actuel des Cigares du pharaon, est le premier de la série à paraître chez Casterman. L'aventure est entièrement remaniée et redessinée pour la colorisation de l'album en 1955.
Embarqué pour une croisière en mer Méditerranée, Tintin fait la connaissance de l'égyptologue Philémon Siclone, qui le conduit en Égypte dans le tombeau du pharaon Kih-Oskh. Le héros se retrouve malgré lui sur la piste d'une société secrète de trafiquants d'armes et d'opium. Ses aventures le conduisent d'abord en Arabie, puis en Inde, dans le royaume fictif de Rawhajpoutalah.
Si l'intrigue est construite sans le moindre scénario préalable, ce qui donne lieu à quelques approximations, Les Cigares du pharaon marque une étape importante dans l'évolution de la série et le travail de son dessinateur, qui engage désormais son œuvre dans une voie plus littéraire. Décrite comme la « quintescence du feuilleton » par Benoît Peeters, cette aventure est considérée comme un album de transition, tandis que son prolongement, Le Lotus bleu, marque le véritable point de départ de la série pour de nombreux tintinologues.
Cet album se distingue également par l'entrée dans la série de nouveaux personnages qui deviendront des figures importantes de l'univers de Tintin, comme le tandem de policiers gaffeurs Dupond et Dupont, d'abord appelés X33 et X33bis, le commerçant portugais Oliveira da Figueira, mais surtout le principal méchant de la série, Roberto Rastapopoulos. Le contact avec l'art de l'Égypte antique permet à Hergé d'affirmer son graphisme et de poser les bases de ce qui sera considéré comme la ligne claire.

## L'histoire
Ces informations concernent l'édition en couleurs parue en 1955 chez Casterman.

### Résumé
Tintin et Milou effectuent un voyage en paquebot à destination de Shanghai. L'aventure commence alors que leur bateau, le MS Époméo est encore en mer Méditerranée. Ils y rencontrent l'égyptologue Philémon Siclone, un personnage distrait à la recherche du tombeau du pharaon Kih-Oskh, ainsi qu'un milliardaire, Roberto Rastapopoulos, propriétaire de la firme Cosmos Pictures.
Tintin devient la cible d'un homme mystérieux, qui cherche à se débarrasser de lui en faisant croire à la police qu'il transporte de la cocaïne. Il est arrêté par deux agents de la sûreté belge, Dupond et Dupont, qui le retiennent prisonnier, avec Milou, à bord du paquebot. Tintin profite alors de l'escale du bateau à Port-Saïd, en Égypte, pour s'évader. Peu après, il retrouve Philémon Siclone et accepte de l'accompagner au Caire à la recherche du tombeau de Kih-Oskh. Après avoir pénétré dans celui-ci, Tintin découvre de mystérieux cigares, mais il est endormi à l'aide d'un narcotique, enfermé dans une caisse et abandonné en mer par ses ravisseurs alors que les garde-côtes arrivent.

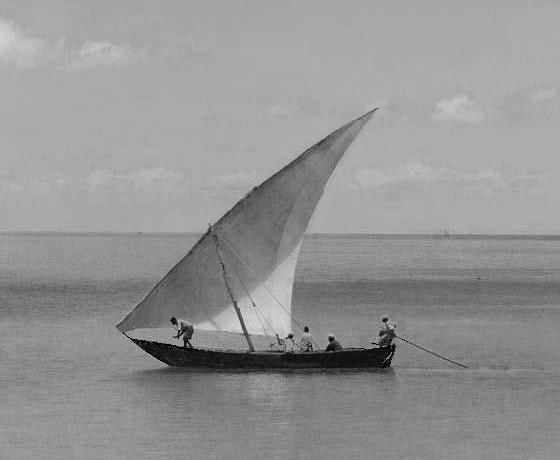
Un boutre.

Finalement recueilli par un boutre, il débarque en Arabie, où les Dupondt sont toujours à sa recherche. Tintin rencontre de nouveau Rastapopoulos, qui tourne un film dans le désert, et vit toute une série de péripéties : il échappe à un trafiquant d'armes puis se fait enrôler de force dans l'armée, avant d'être condamné à mort et finalement sauvé par les Dupondt, qui veulent toujours le capturer en personne. Tintin et Milou parviennent à s'enfuir en avion et prennent la direction de l'Inde.
Ici, ils rencontrent pour la troisième fois Philémon Siclone, devenu fou, et se retrouvent face à un gang de trafiquants d'opium organisé sous la forme d'une société secrète. Tintin affronte entre autres un de ses membres les plus dangereux en la personne d'un fakir hypnotiseur. Accueilli chez le maharadjah de Rawhajpoutalah, Tintin découvre la cachette des trafiquants et parvient à les mettre hors d'état de nuire. Puis il se lance à la poursuite du fakir qui a enlevé le fils du maharadjah et s'est enfui avec le « Grand Maître », dont l'identité demeure mystérieuse. Après avoir neutralisé le fakir, Tintin voit le Grand Maître chuter dans le vide. Il délivre le fils du maharadjah et, de retour au palais, découvre que les cigares contenaient l'opium en question.

L'intrigue se poursuit dans l'album suivant, Le Lotus bleu.

### Personnages
Dans cette quatrième aventure, Tintin et Milou sont rejoints par des personnages qui deviendront des figures récurrentes de la série, comme les détectives Dupond et Dupont, d'abord appelés X33 et X33bis dans la version en noir et blanc, le « génie du mal » Roberto Rastapopoulos, qui apparaît comme amical dans cette aventure, le commerçant portugais Oliveira da Figuera ou le complice des trafiquants et capitaine de yacht Allan Thompson, présent uniquement dans la version en couleurs.
D'autres personnages effectuent dans cet album leur seule apparition dans la série. C'est le cas de l'égyptologue Philémon Siclone, qui conduit Tintin dans le tombeau de Kih-Oskh et que le héros finit par retrouver atteint de folie, en Inde. Le maharadjah de Rawhajpoutalah aide Tintin à lutter contre la bande des trafiquants d'opium, parmi lesquels on retrouve un fakir, M. et Mme Snowball, l'écrivain Zlotzky, un conseiller du maharadjah, un colonel de l'armée et un Japonais dont le nom est inconnu. D'autres personnages, comme le pasteur Mr Peacock, le docteur Finney ou le directeur de l'asile d'aliénés, interviennent dans un rôle tout à fait secondaire.

### Lieux visités

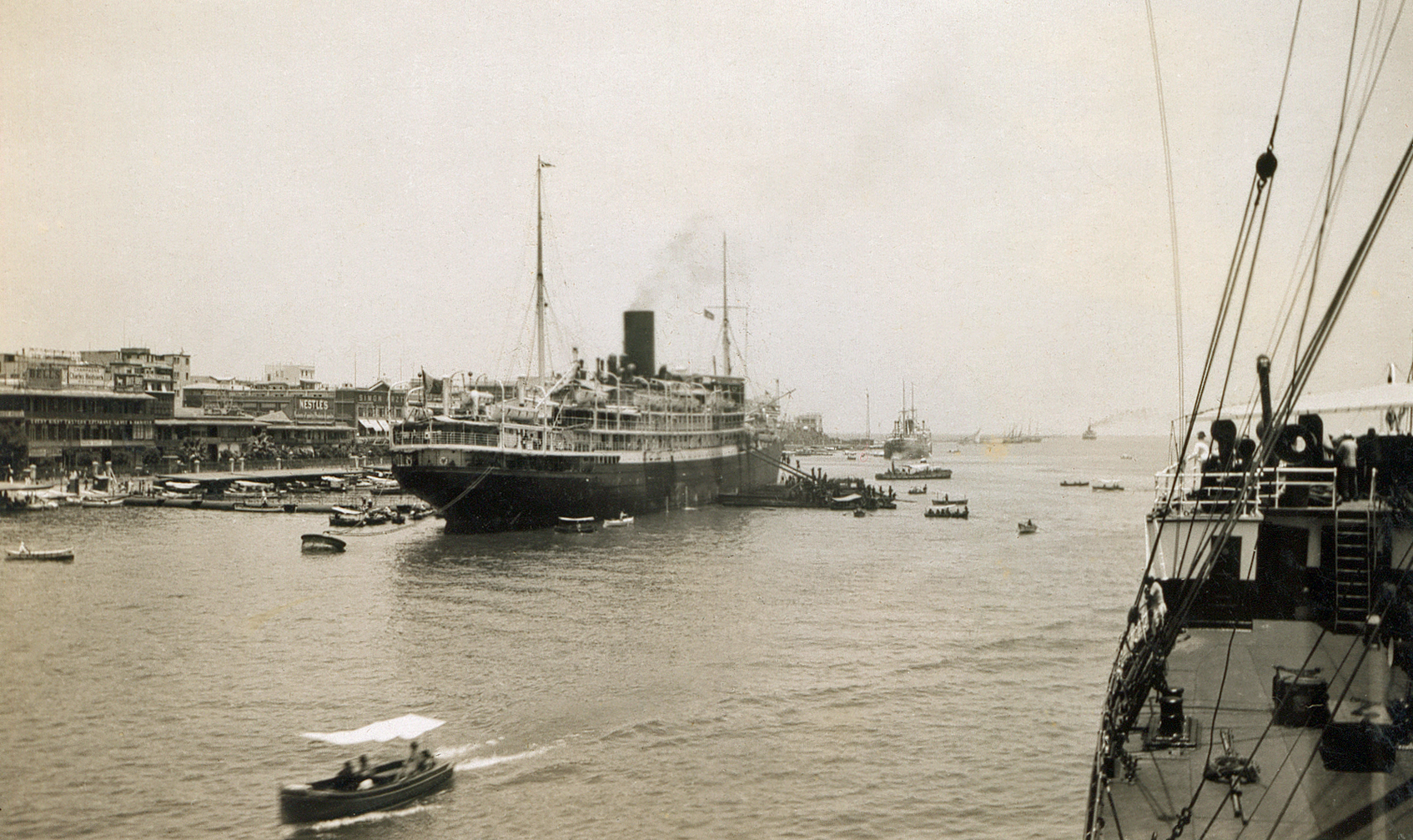
Port-Saïd en 1930.

L'aventure débute en mer Méditerranée, à bord d'un paquebot. Celle-ci s'interrompt pour Tintin lors d'une escale à Port-Saïd, en Égypte. Endormi par un puissant narcotique dans le tombeau du pharaon Kih-Oskh, il est rejeté en mer Rouge puis recueilli par un boutre qui le débarque en Arabie. Dès lors, les lieux visités sont tous fictifs, à commencer par la ville arabe de Yabecca où Tintin est enrôlé de force dans l'armée d'un cheikh.
Après s'être enfui en avion, le héros arrive en Inde, dans le royaume imaginaire de Rawhajpoutalah. Un train le conduit notamment dans la ville d'Arboujah, puis la fin de l'aventure se déroule dans les environs du palais du maharadjah.

## Création de l'œuvre

### Première version en noir et blanc (1932-1934)

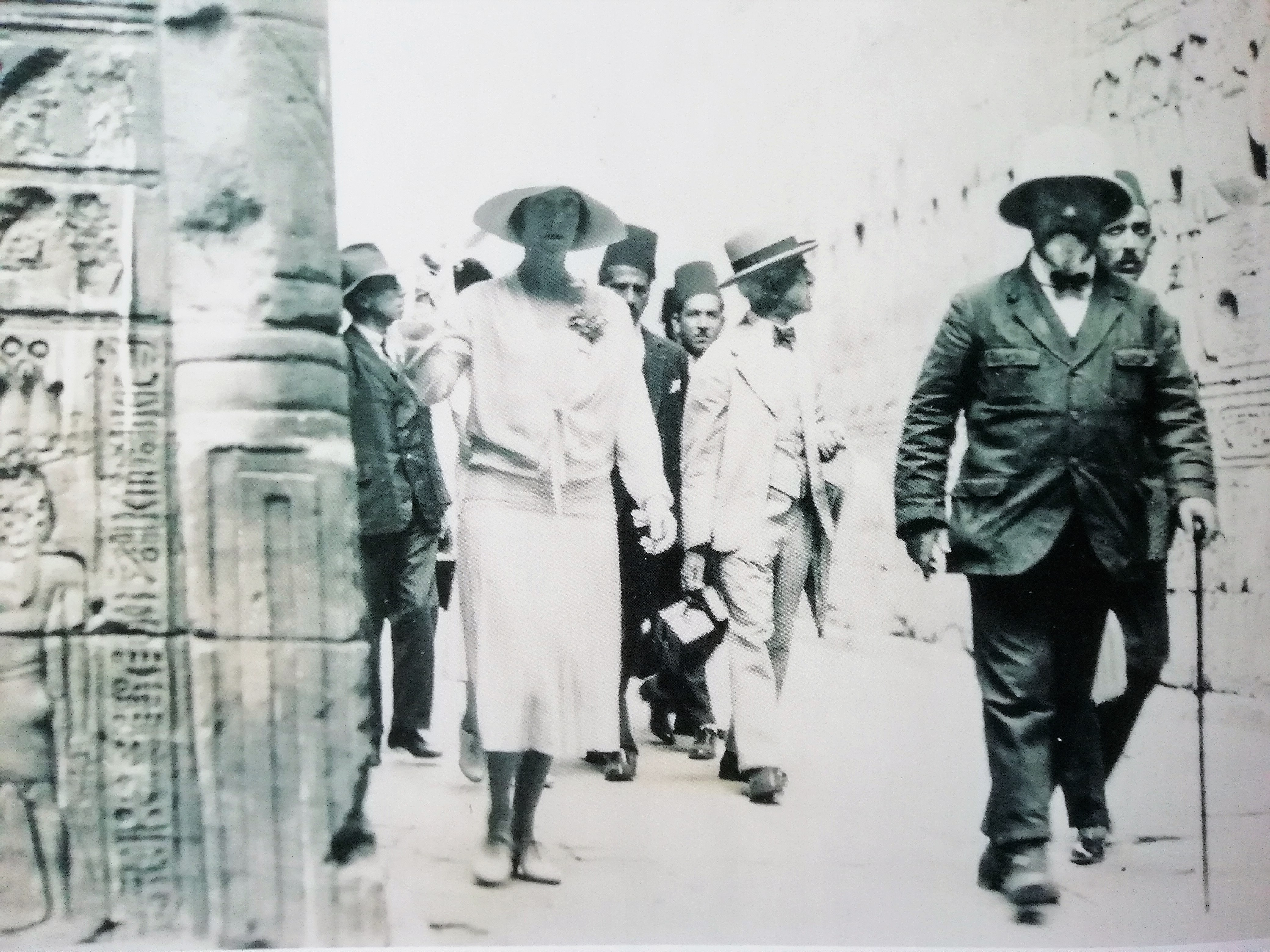
La reine Élisabeth et Jean Capart au temple d'Horus (Edfou) en avril 1930.

Après le succès de Tintin en Amérique, le personnage de Tintin, interviewé par Paul Jamin dans le numéro du Petit Vingtième du 24 novembre 1932, annonce son prochain voyage vers la Chine. La parution des deux premières planches des Aventures de Tintin en Orient dans ce même hebdomadaire a lieu le 8 décembre suivant.

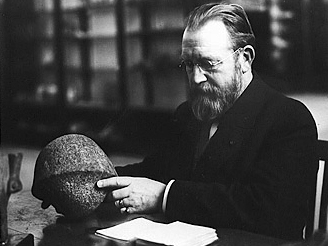
L'égyptologue belge Jean Capart.

Cette nouvelle aventure naît à une époque où la fascination pour l'Égypte antique est très forte en Belgique comme en Europe de l'Ouest. En 1923, la reine belge Élisabeth est parmi les premières à visiter le tombeau de Toutânkhamon, découvert l'année précédente par l'archéologue britannique Howard Carter. Elle soutient également la création d'une fondation à son nom par l'égyptologue Jean Capart,. Philippe Goddin considère d'ailleurs que c'est ce dernier qui est à l'origine de la fascination d'Hergé pour l'Égypte, à travers les ouvrages qu'il destine au grand public et dans lesquels Hergé puise sa documentation. Au printemps 1930, la reine entreprend un nouveau voyage en Égypte, accompagnée cette fois du roi Albert. Le couple royal visite notamment le site des pyramides et du Sphinx de Gizeh où de nouvelles fouilles archéologiques ont été menées, ainsi que le tombeau de Ramsès Ier.

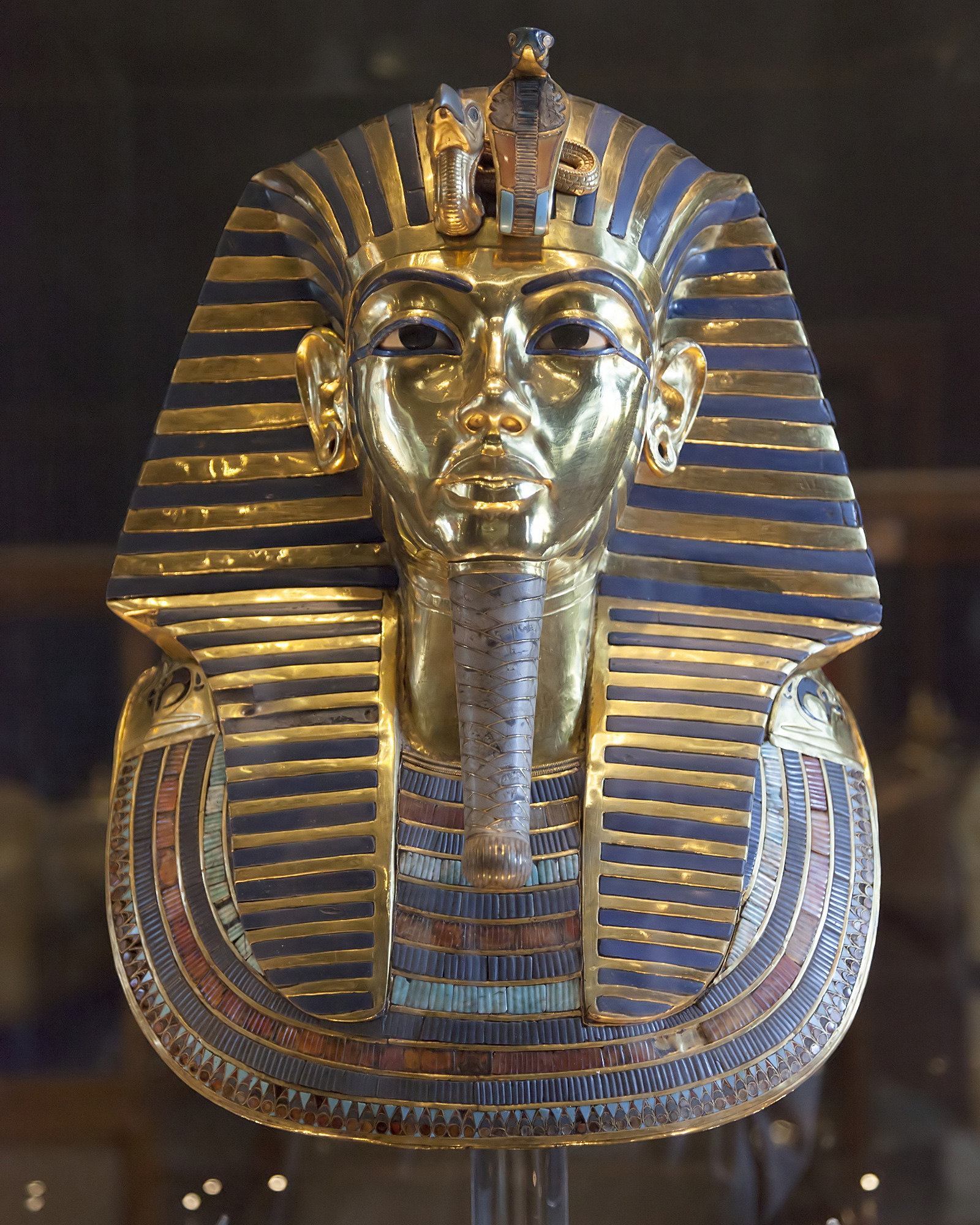
Le masque funéraire de Toutânkhamon.

L'intérêt pour l'Égypte antique est aussi renforcé par la très médiatisée malédiction de Toutankhâmon, qui prend corps après les décès de plusieurs membres de l'équipe d'archéologues ayant exhumé sa momie. Ce thème est alors repris par de nombreux écrivains, comme Agatha Christie qui publie L'Aventure du tombeau égyptien en 1923. Hergé s'en empare à son tour pour imaginer la malédiction du pharaon Kih-Oskh et mettre Tintin face aux momies alignées de dix-neuf égyptologues. Dans le scénario imaginé par le dessinateur, ce tombeau est en fait le repaire d'une bande internationale de trafiquants en tout genre, un thème récurrent de la presse de droite pour laquelle Hergé travaille.
Par ailleurs, Les Cigares du Pharaon est le premier récit pour lequel Hergé est vraiment libre de sa création : Tintin au pays des Soviets et Tintin au Congo étaient en effet des « commandes » de l'abbé Norbert Wallez, le directeur du journal Le Vingtième Siècle, tandis que Tintin en Amérique permettait à la fois au dessinateur de mettre en scène sa fascination pour les Amérindiens et d'exposer l'antiaméricanisme de son directeur.

### Version remaniée pour l'édition en couleurs (1955)
Pendant la Seconde Guerre mondiale, Louis Casterman fait part à Hergé de son souhait d'éditer les albums de Tintin en couleurs, car il s'agit selon lui du seul moyen de conquérir le marché européen. Cette proposition concerne aussi bien les prochaines aventures que celles déjà éditées en noir et blanc. Le dessinateur accepte mais le passage à la couleur implique un certain nombre de contraintes, car l'éditeur veut ramener le format de l'album à 62 pages en couleurs pour conserver un prix de revient compétitif. Dès lors, Hergé s'attelle à la refonte de ses albums avec l'aide de ses collaborateurs, puis de ses studios, créés en 1950. Les Cigares du pharaon est pourtant la dernière aventure en noir et blanc à être mise en couleurs, en 1955, après la parution d'On a marché sur la Lune, le dix-septième album de la série.
Le dessinateur jugeant la première version des Cigares trop primitive, celle-ci est entièrement remaniée. Sur le plan graphique, les dessins sont enrichis, tandis que sur le plan narratif, Hergé supprime certaines séquences jugées inutiles ou certains dialogues redondants pour ramener l'aventure des 124 planches initiales en noir et blanc aux 62 de l'édition en couleurs.
À titre d'exemple, c'est le cas notamment de la séquence des « serpents à lunettes » que Tintin rencontrait en descendant le puits dissimulé dans un arbre, marquant l'entrée du repaire des trafiquants, et dont il se débarrassait en leur offrant un carré de chocolat, ou bien encore des trois conseillers du maharadjah, que ce dernier présentait à Tintin après l'avoir invité chez lui. Le découpage de chaque planche est lui aussi retravaillé : alors que l'édition noir et blanc comportait six cases par planche, Hergé en propose en moyenne douze pour l'édition en couleurs.
Des personnages sont également ajoutés dans cette nouvelle édition : c'est le cas d'Allan Thompson, apparu dans Le Crabe aux pinces d'or en 1941 et complice de Roberto Rastapopoulos. Avec cette replongée dans Les Cigares du pharaon dans les années 1950, Hergé retrouve Rastapopoulos, qu'il fera réapparaître dans Coke en stock les années suivantes, et Oliveira da Figueira, déjà revenu dans Tintin au pays de l'or noir quelques années plus tôt.

### Sources et inspirations

#### L'Égypte: entre réalisme archéologique et inexactitudes

##### Lieux de l'action

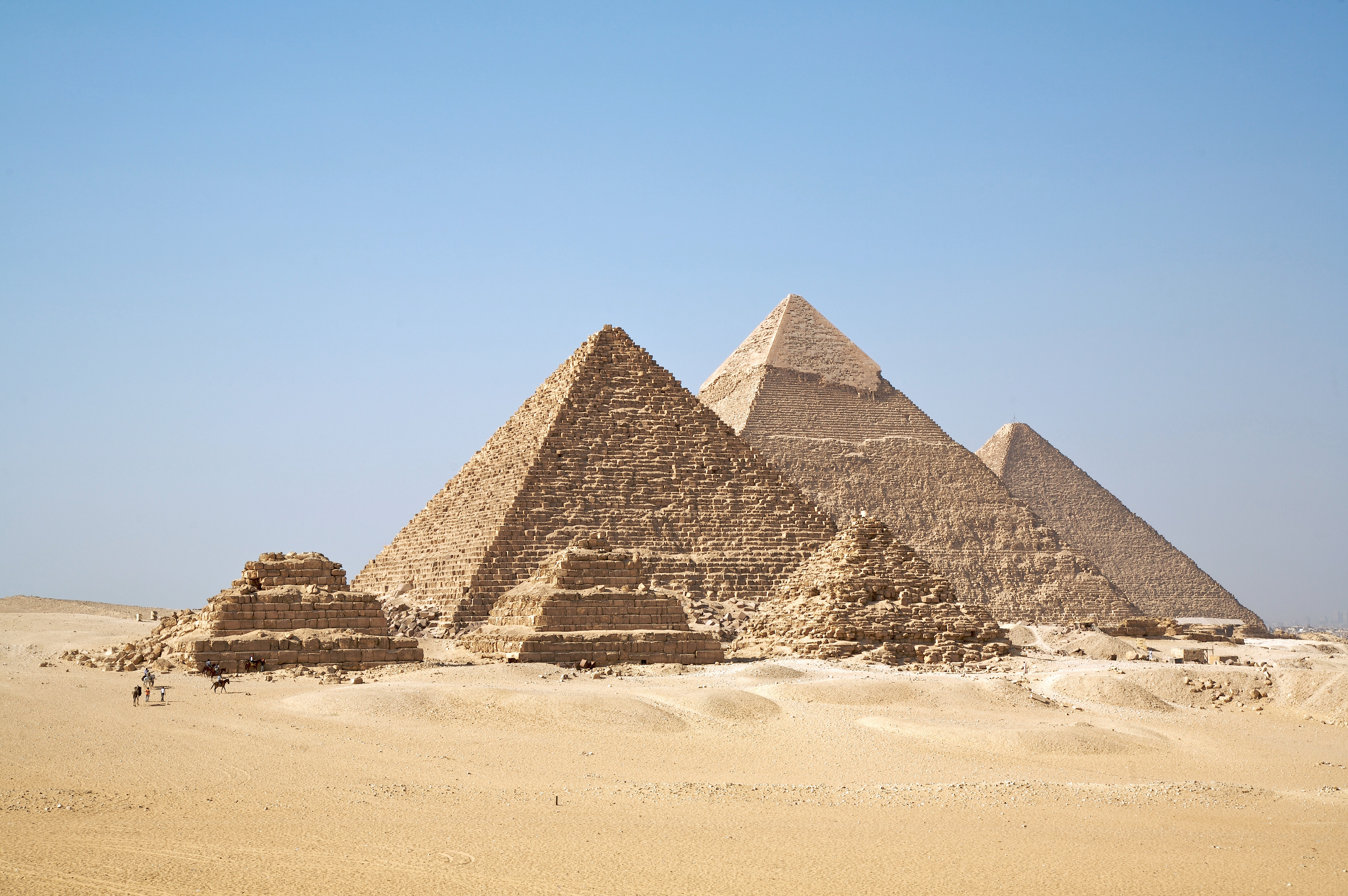
Les pyramides de Gizeh sont dessinées en arrière-plan dans l'album.

Si l'escale égyptienne ne représente que cinq des soixante-deux planches de l'album final, elle occupe néanmoins une place centrale et Hergé effectue un minutieux travail de recherche pour s'approcher d'un plus grand réalisme. D'abord, entre le moment où Tintin s'évade du paquebot à bord d'une felouque et la découverte de la tombe mystérieuse de Kih-Oskh, le dessinateur représente plusieurs lieux connus. Tintin débarque à Port-Saïd, le débouché méditerranéen du canal de Suez dont l'architecture islamique est évoquée en trois cases. Les personnages sont eux aussi dessinés de manière réaliste, Hergé leur faisant porter un galabeya (longue robe) et un tarbouche. Ensuite, alors qu'il se dirige vers la sépulture du pharaon en compagnie de Philémon Siclone, les trois principales pyramides de Gizeh figurent en toile de fond, mais ne sont pas mentionnées explicitement.

##### Le tombeau de Kih-Oskh

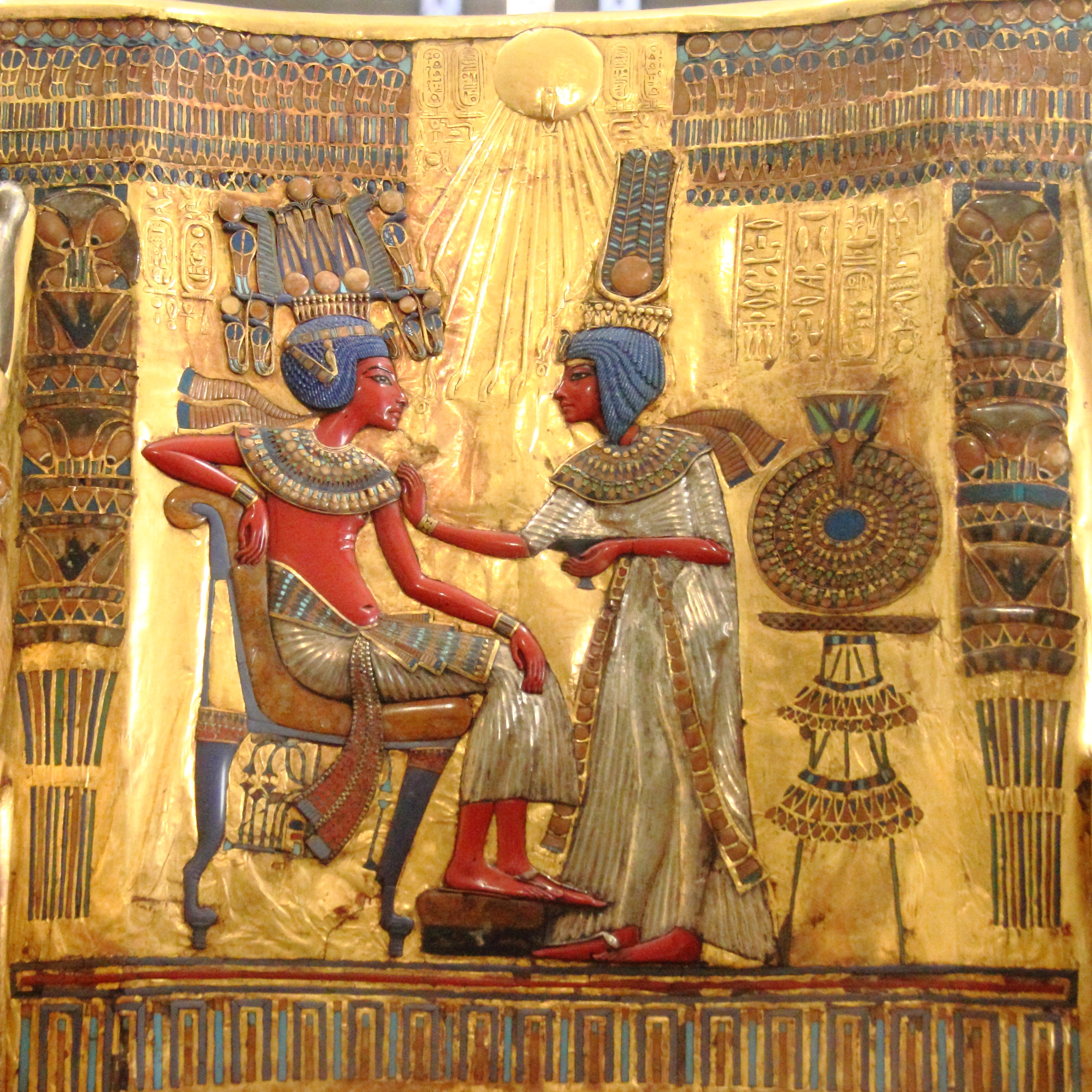
Le décor du trône de Toutânkhamon sert de modèle à l'une des scènes de l'album.

Afin de composer le tombeau du pharaon Kih-Oskh, repaire égyptien des trafiquants d'opium, Hergé a largement puisé dans le décor des sépultures des pharaons qui se trouvent essentiellement dans la vallée des Rois. Si la prétendue malédiction de Toutânkhamon a inspiré le scénario de l'album, le dessinateur a reproduit un certain nombre des décors qui ornent son tombeau. Ainsi, lorsque Tintin se retrouve drogué par des narcotiques, il tombe évanoui et subit de nombreuses hallucinations pendant son rêve. L'une des vignettes met en scène les Dupondt, parodiant le décor d'un petit trône retrouvé dans le tombeau de Toutankhâmon, ce dernier étant représenté assis, en compagnie de son épouse Ânkhésenamon. Dans la scène de l'album, Dupont est assis sur le trône, pendant que son camarade lui allume son cigare avec, à côté, Philémon Siclone portant une boîte à cigares,,.

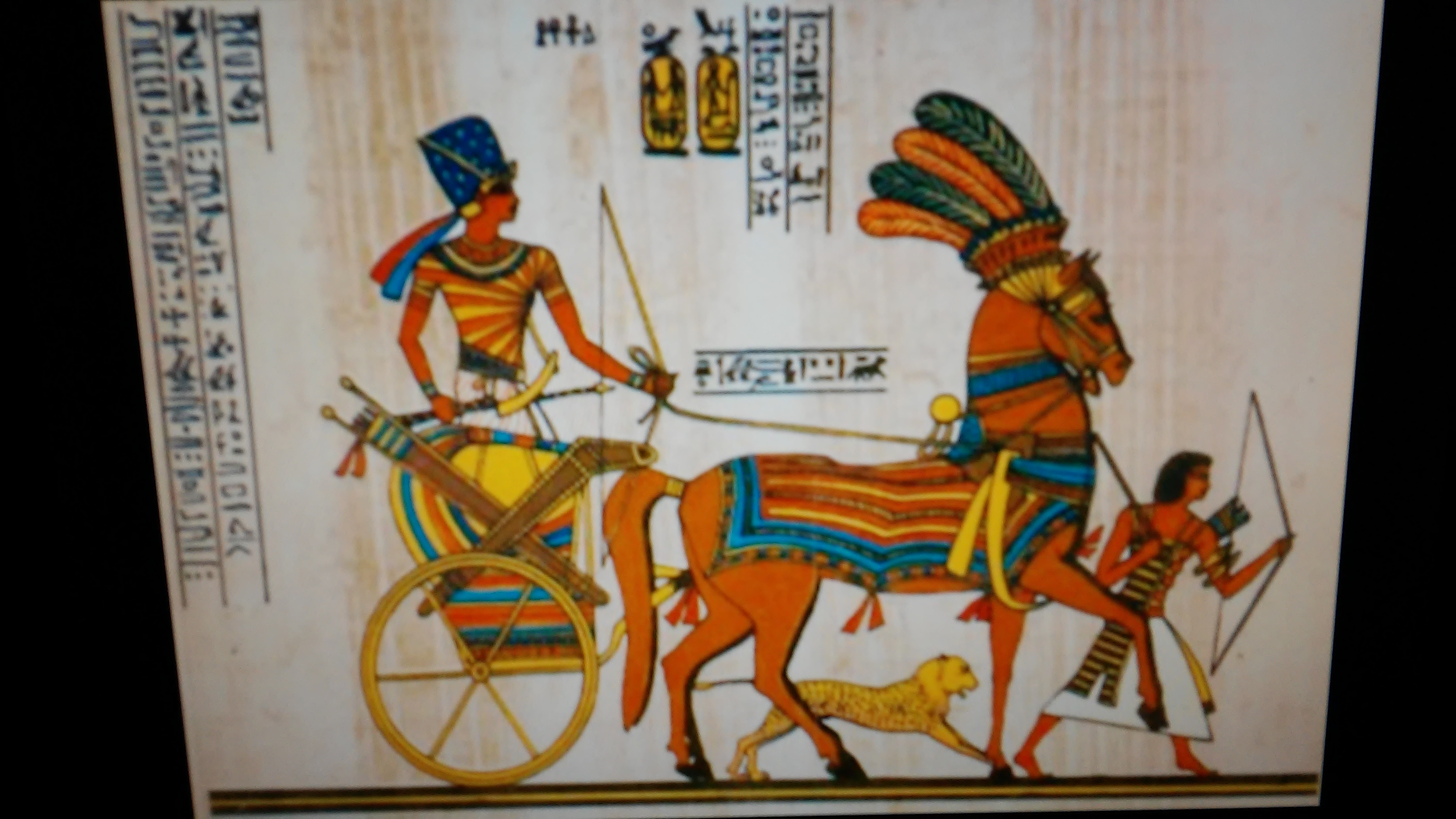
Ramsès II défilant sur son char, représenté dans le souterrain du Grand temple d'Abou Simbel.

Un autre pharaon célèbre est représenté dans la tombe : Ramsès II figure sur une vignette de la septième planche. On le distingue sur une fresque murale derrière Tintin qui, stupéfait, découvre les momies des égyptologues qui ont violé la tombe de Kih-Oskh avant lui. L'image reproduit fidèlement une fresque peinte dans le spéos du Grand temple d'Abou Simbel, où l'on voit le souverain défilant sur son char, qu'Hergé découvre dans une coupure de presse reproduisant un dessin de l'égyptologue italien Ippolito Rosellini. Seul le lion qui court sous le cheval dans la fresque originale n'est pas représenté,.
La pharaon Séthi Ier, père du précédent, a lui aussi servi de modèle. Sur la couverture du numéro du 19 janvier 1933 du Petit Vingtième, Tintin est présenté visitant le tombeau et passant devant une immense fresque qui reprend celle exposée au musée du Louvre et montrant le pharaon faisant face à Hathor, la déesse de l'amour et de la musique, le tout entouré de hiéroglyphes. Là encore, la reproduction est très fidèle,. Par ailleurs, le cartouche du pharaon figure sur les murs du tombeau que découvre Tintin.
Enfin, certains spécialistes considèrent que le tombeau de Kih-Oskh présente des similitudes avec le mastaba de Mérérouka, un des vizirs du pharaon Téti, dont la tombe se situe dans la nécropole de ce dernier, à Saqqarah.
De son côté, le pharaon Sésostris est cité dans la trente-septième planche par le professeur Siclone, alors atteint par la folie. Le pharaon Kih-Oskh, créé par Hergé, est beaucoup plus ancien que lui : dans la première version du récit, quand il présente son papyrus à Tintin, Philémon Siclone affirme qu'il a régné vers 2500 av. J.-C., soit durant l'Ancien Empire, plus précisément durant la IVe dynastie, environ durant le règne de Khéphren, fils de Khéops, pour qui fut érigée la deuxième principale pyramide de Gizeh. La mention de la date ne figure pas dans la version en couleurs, de même que les hiéroglyphes qui ornaient le papyrus.

##### La momification

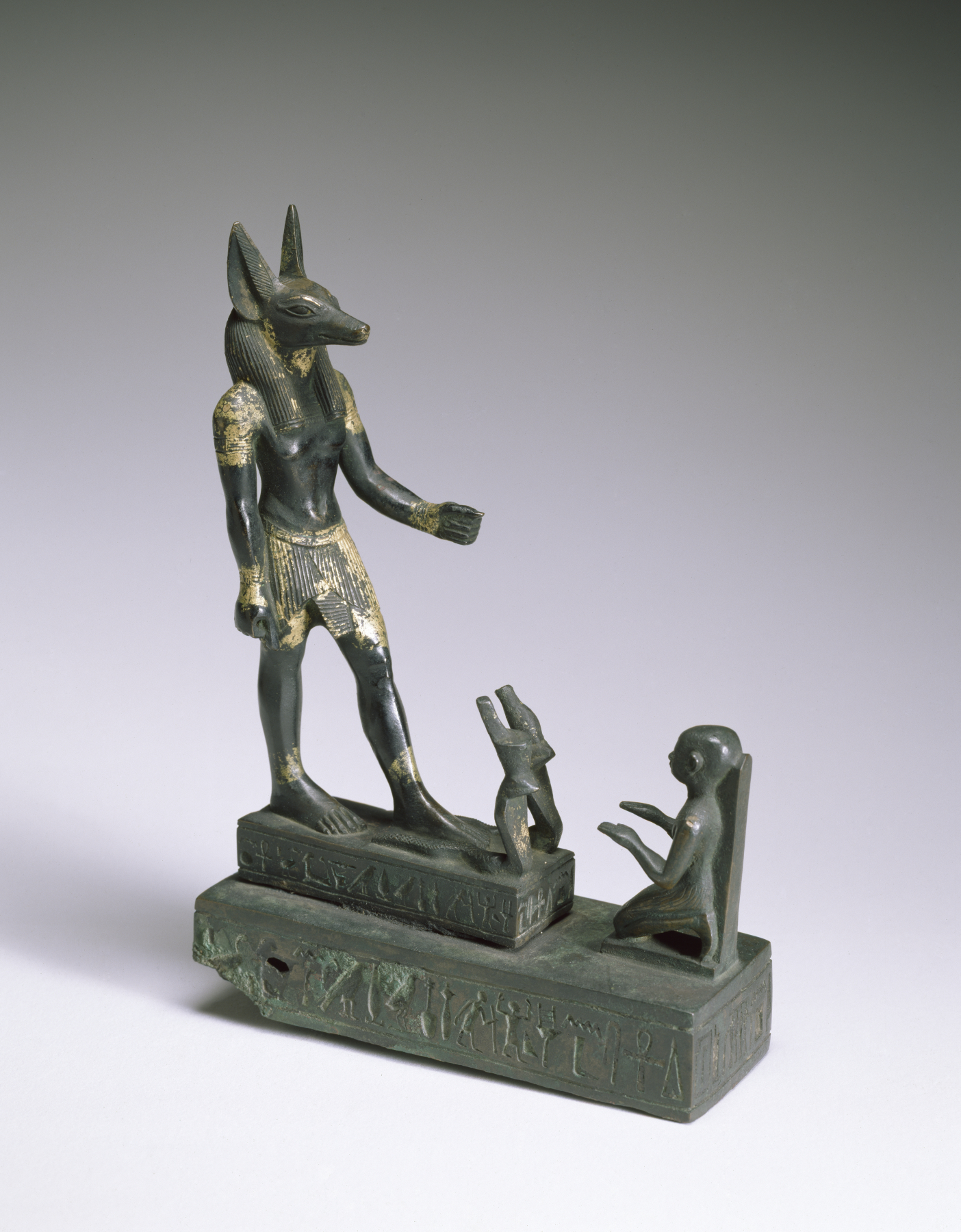
Anubis, le dieu funéraire.

Les pharaons ne sont pas les seules évocations de l'Égypte antique. Hergé fait également apparaître des divinités : c'est le cas d'Anubis, dieu funéraire à tête de canidé, dont la présence dans le tombeau, où la mort guette Tintin, est notable. On le voit d'abord à la huitième planche, représenté en une statue colossale à laquelle sont accrochées les manchettes et la redingote du professeur Siclone. Par son orientation et sa position dans la vignette, il semble guider Tintin vers une salle secrète où celui-ci finira par s'évanouir, à l'image du rôle de cette divinité qui doit accompagner les défunts dans leur voyage vers l'au-delà. Cette statue est probablement inspirée des photos du National Geographic représentant les statues colossales de Ramsès II dans le temple de Louxor. Anubis réapparaît dans la planche suivante, menaçant, alors que Tintin rêve qu'il se fait embaumer, en compagnie de ce qui semble être le pharaon Kih-Oskh, au regard hypnotique.
De même, la perspective de la momification de Milou est plausible sur le plan archéologique. Reconnus pour leur zoolâtrie, les Égyptiens embaumaient effectivement les animaux et particulièrement les chiens,.
Concernant les momies qui figurent sur les planches 7 et 8, le dessinateur reproduit la forme exacte du sarcophage de Toutânkhamon, de même que le tissage des bandelettes de lin qui enveloppent son corps. En revanche, les corps momifiés dans la bande dessinée ne portent pas de masque d'or destiné à couvrir le visage. La disposition debout des sarcophages est elle aussi inexacte. Selon Philippe Goddin, cette scène trouve son inspiration dans L'Atlantide, le film réalisé par Georg Wilhelm Pabst en 1932 et adapté du roman du même titre de Pierre Benoit, paru en 1919. Charles Lesne, alors directeur éditorial de Casterman, évoque d'ailleurs ce film dans une lettre qu'il envoie à Hergé pour le féliciter de la qualité de son travail,.

#### L'Arabie: un Orient plus ou moins imaginaire
« L'Orient d'Hergé n'est jamais absolument réel, ni tout à fait improbable, au point d'être son propre pastiche. Tout est plausible, mais presque tout peut se révéler factice »

— Anna Madœuf

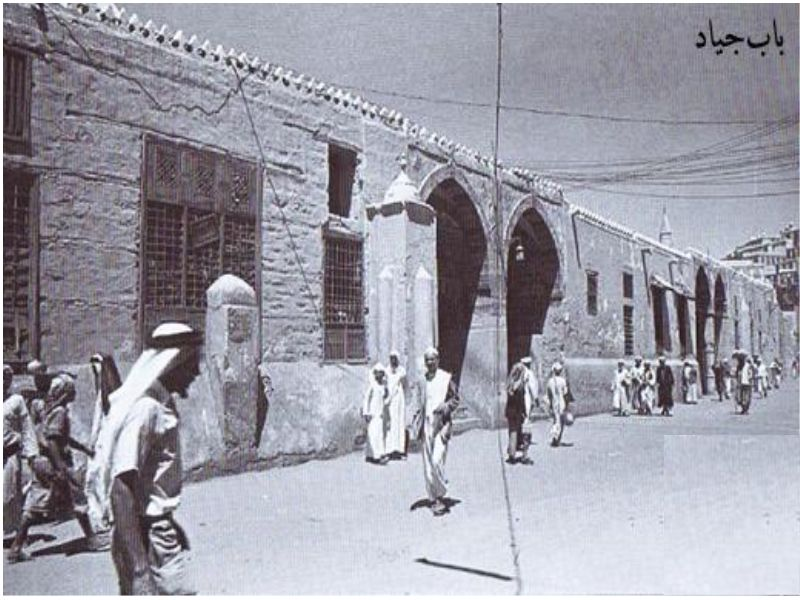
La Mecque en 1920.

L'Arabie dessinée par Hergé témoigne de la représentation d'un Orient fantasmé et merveilleux, qui prédomine en Europe à cette époque, depuis le renouveau du mouvement orientaliste au XIXe siècle. Cette image est largement véhiculée au début du siècle suivant, notamment par les écrits des Britanniques Thomas Edward Lawrence, auteur des Sept Piliers de la sagesse, et Charles Montagu Doughty, mais également par des films à succès, comme Le Cheik de George Melford, sorti en 1921. Hergé fait directement référence à ce film à travers la scène où Tintin interrompt le tournage d'une scène en croyant secourir une femme fouettée par des Bédouins. Dans la première version en noir et blanc, l'acteur dessiné reprend les traits de Rudolph Valentino, qui tient le rôle principal dans le film,.

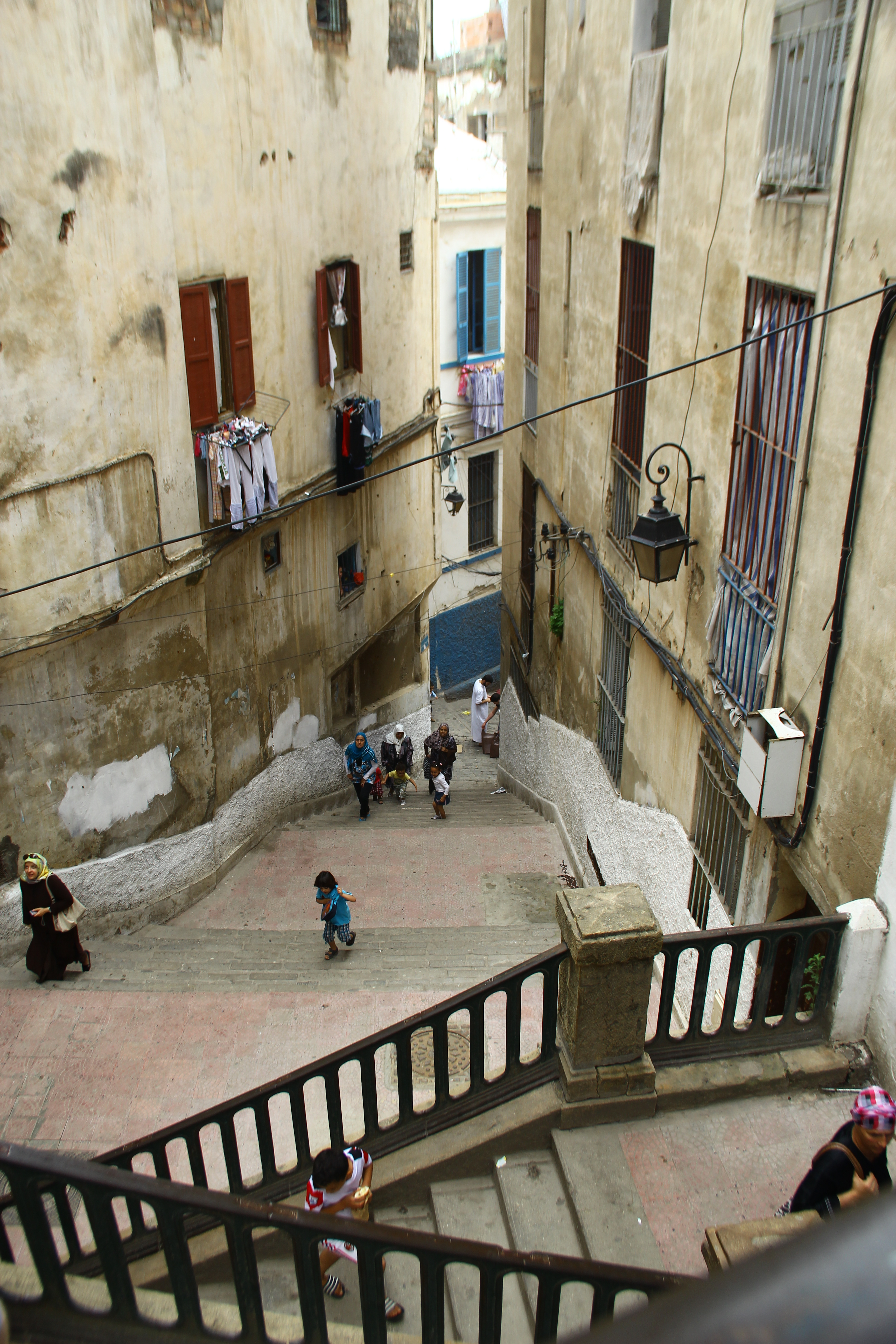
Une ruelle de la Casbah d'Alger.

Le dessinateur s'appuie sur une documentation fournie, principalement des photographies, pour reconstituer un décor factice dont l'apparente réalité vient d'une accumulation de petits détails. Après l'épisode du film interrompu, Tintin poursuit sa route dans le désert jusqu'à atteindre la ville fictive de Yabecca. Dans la première version du récit, il s'agissait de La Mecque, mais la ville n'était pas fidèlement représentée pour autant : les minarets et l'enceinte de la ville évoquaient davantage des cités marocaines comme Fès ou Meknès, et les rues parsemées d'escaliers s'inspirent de la Casbah d'Alger, dont Hergé possédait une photographie, tandis que le centre de La Mecque est plat.

#### Les Indes: le Rawhajpoutalah

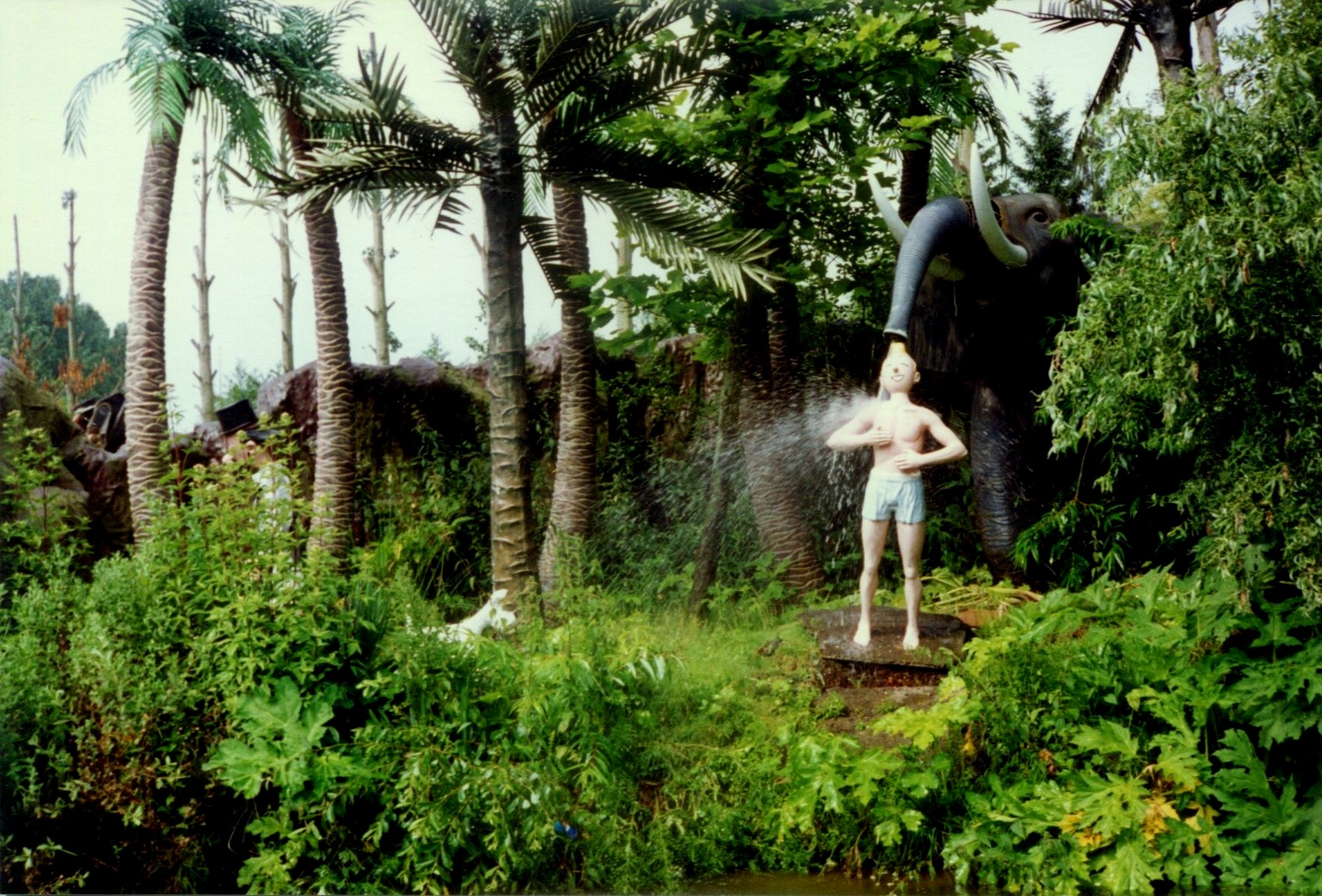
Reconstitution de la scène de la douche de Tintin sous la trompe d'un éléphant à Walibi, en 1992.

Après un départ précipité d'Arabie, l'avion de Tintin s'écrase en Inde, et plus précisément dans le royaume fictif du Rawhajpoutalah. D'après la carte dressée par Hergé dans la deuxième planche du Lotus bleu parue dans Le Petit Vingtième du 9 août 1934, ce petit État est situé au nord de Delhi, près de la frontière d'alors avec le Tibet. Il est probablement inspiré par le Rajasthan, anciennement nommé le Rajputana.
Cela dit, le bâtiment du palais montré au début du Lotus bleu est inspiré d'une carte postale figurant le temple de Parshwanath (en). Ce temple jaïn bâti en 1867 se trouve à Calcutta.

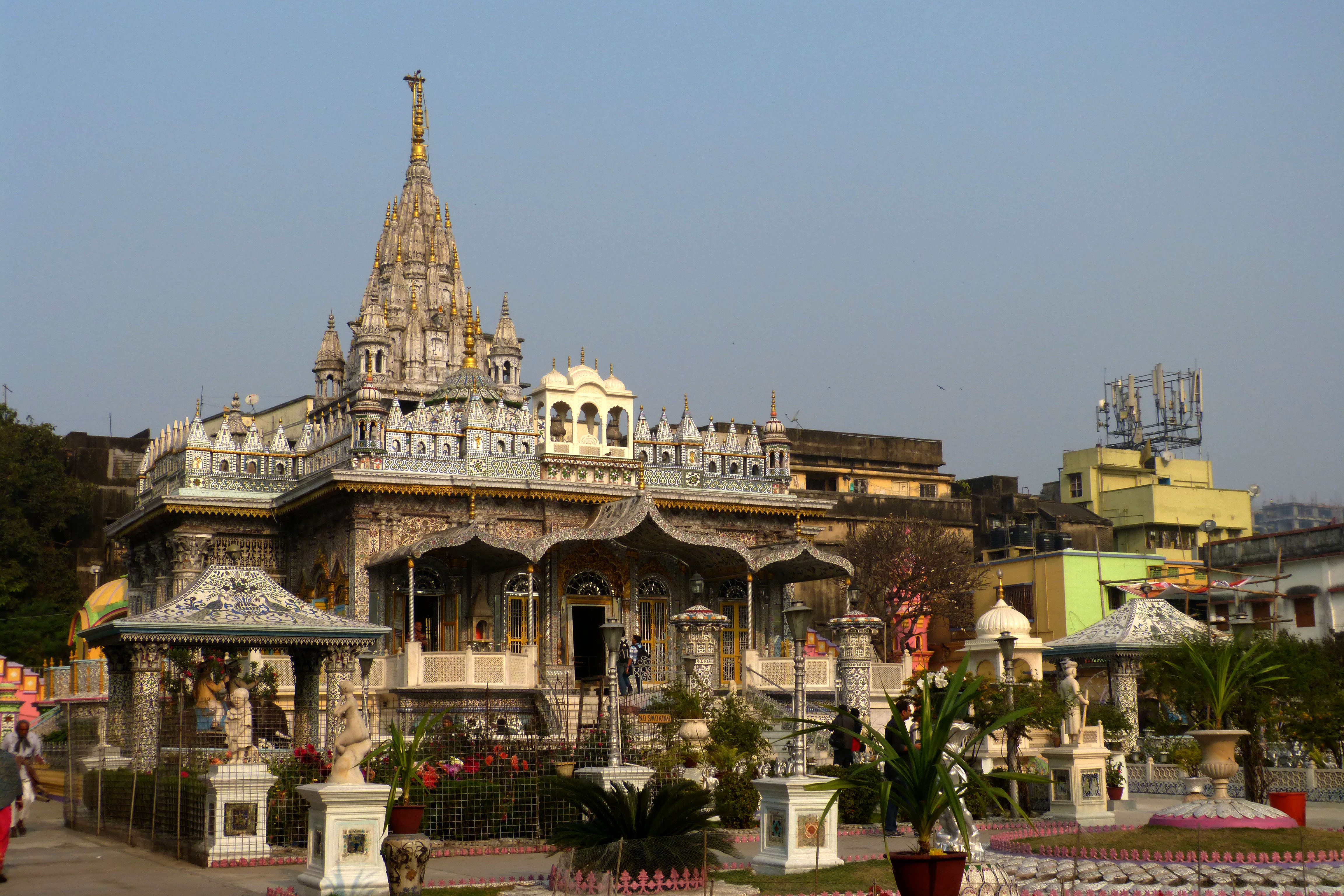
Temple jain à Calcutta, 2014.

Ce royaume fictif, sur les contreforts de l'Himalaya, est recouvert par la jungle. Tintin y rencontre des éléphants, pour la deuxième fois après l'aventure Congo. Lors d'un passage à la limite du merveilleux, il est admis au sein du troupeau après avoir soigné un des leurs, puis, il taille une trompette et réussit à communiquer avec ces animaux,. De retour à la civilisation, il atteint la maison d'un colon britannique, décorée de différents objets d'art indiens, dont un khouttar, poignard à lame triangulaire utilisé dans les cérémonies rituelles.

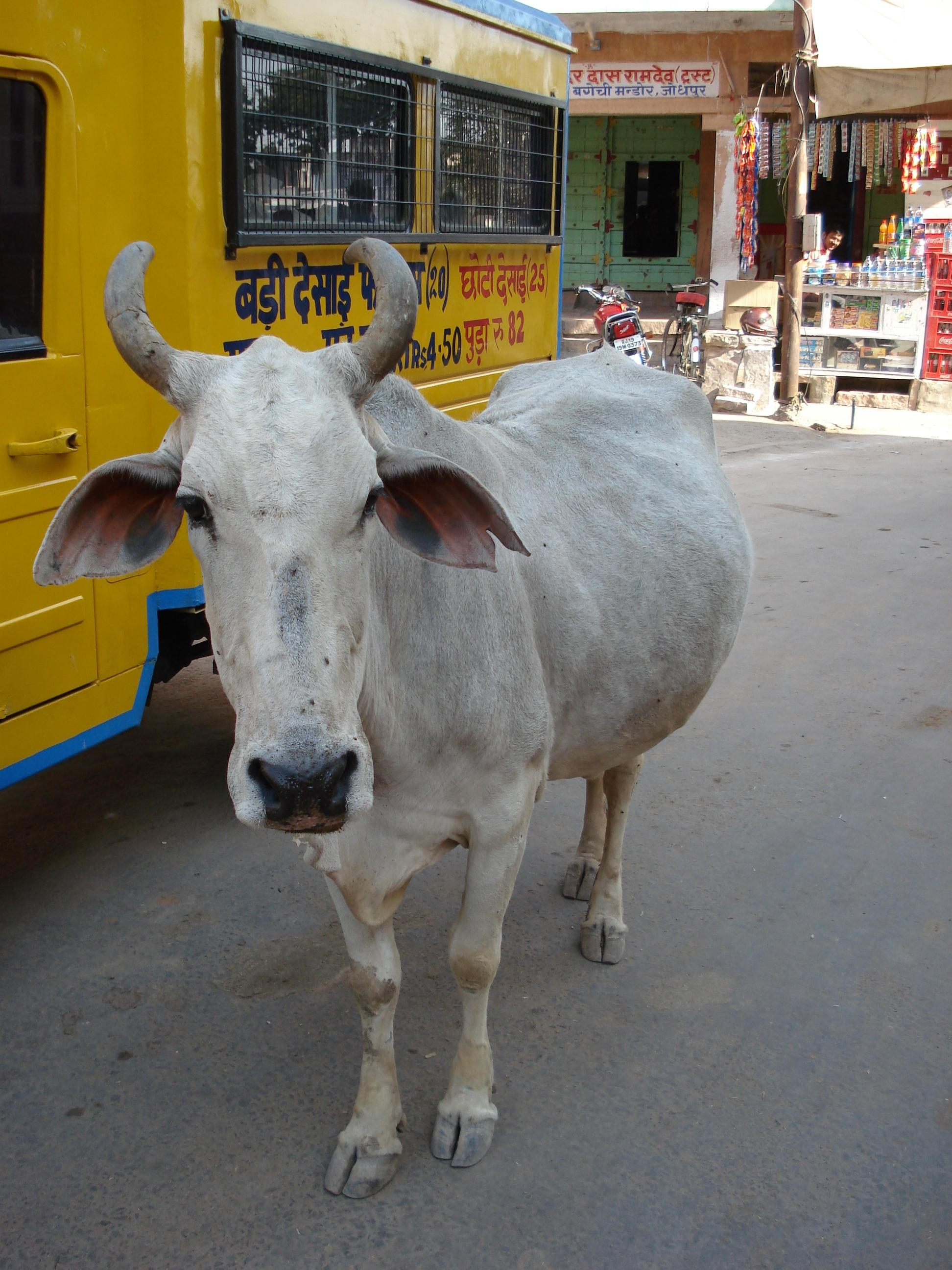
Une vache indienne.

Hergé s'inspire également de certaines traditions indiennes pour élaborer son scénario. Ainsi Milou découvre à ses dépens ce qu'il en coûte de se mesurer à une vache sacrée car, comme l'Égypte antique, l'Inde est reconnue pour pratiquer la zoolâtrie. Les villageois fanatiques décident de l'immoler sur l'autel de Çiva, avant qu'il soit sauvé in extremis par les Dupondt,. Conformément aux représentations de l'imaginaire occidental, Hergé attribue au fakir des Cigares du pharaon un certain nombre de pouvoirs magiques, comme l'hypnose ou la possibilité de dresser une corde magique. Lorsque le journaliste rencontre le maharadjah, celui-ci s'adonne à la chasse au tigre. Cette distraction était prisée notamment par les maharadjahs, jusqu'à son interdiction dans les années 1970, pour éviter de menacer cette espèce en voie de disparition.

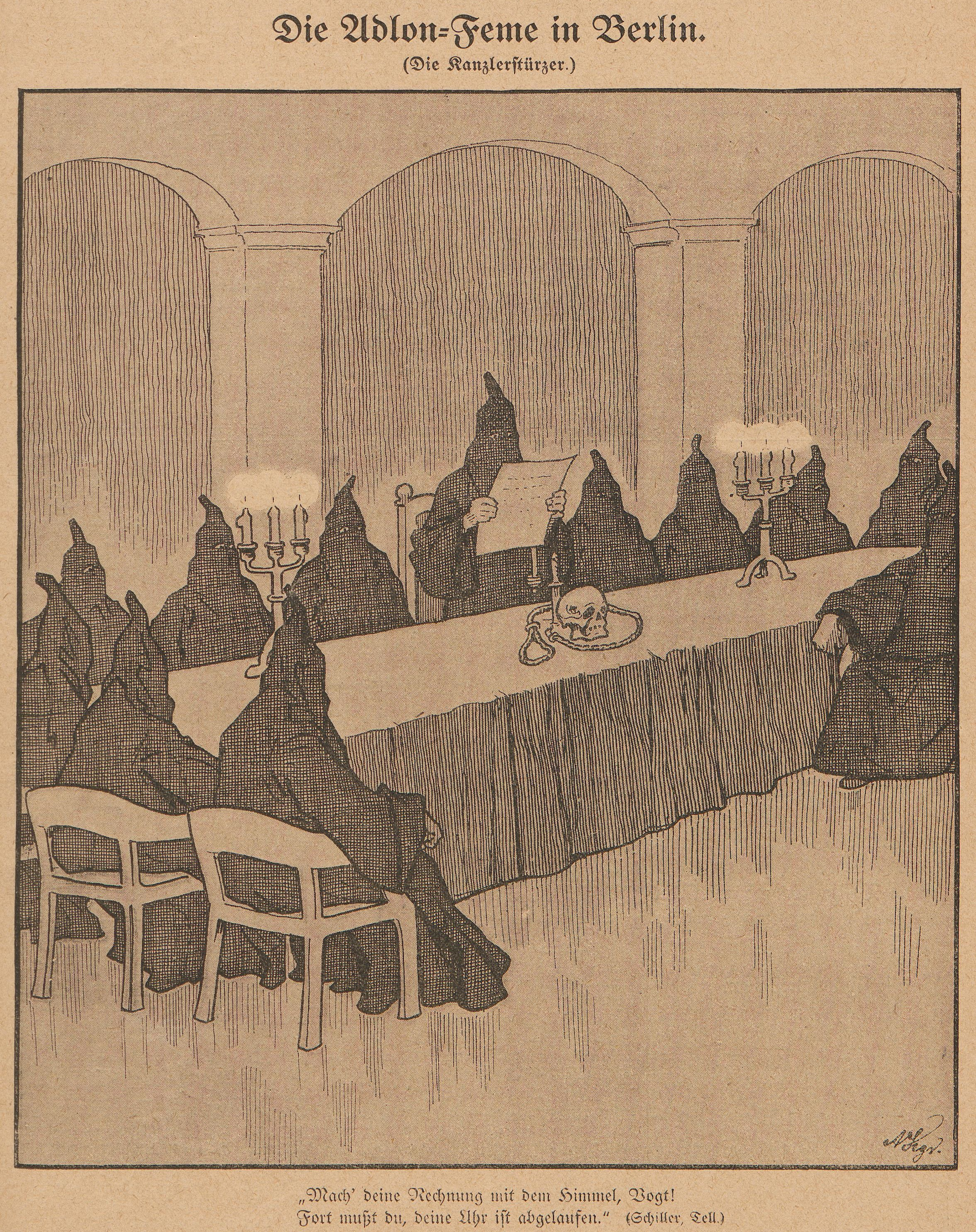
Dessin d'Arthur Krüger, paru dans Der Wahre Jacob (30 mars 1917), ayant inspiré Hergé pour représenter les membres de la société secrète.

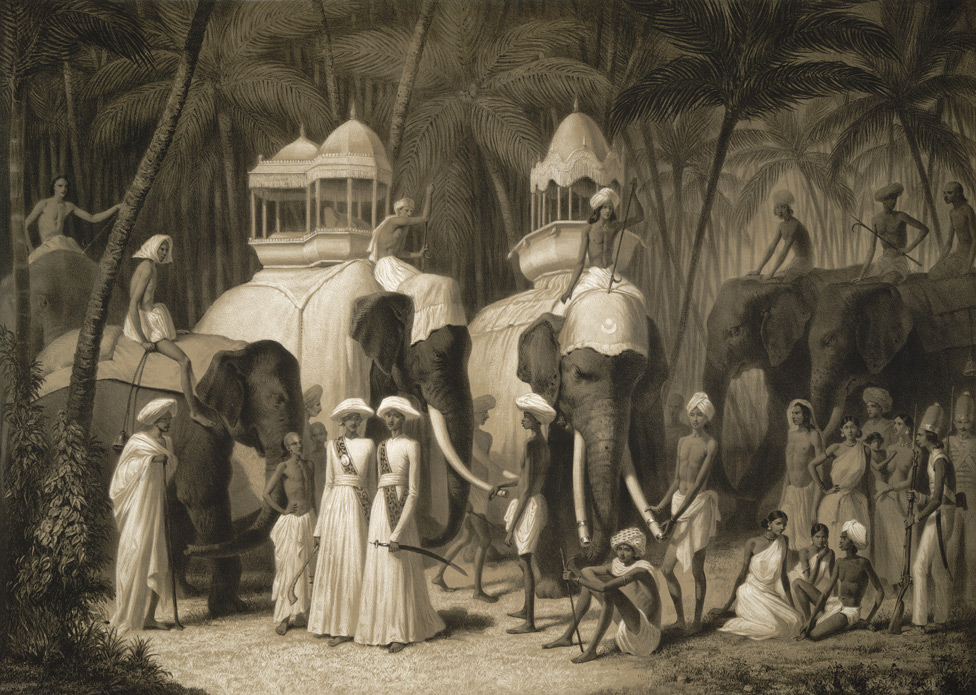
Un howdah.

Les membres de la société secrète des trafiquants sont représentés cagoulés et vêtus de longues tuniques violettes portant le signe du pharaon Kih-Oskh, afin que leur identité reste secrète. Ils utilisent un vocabulaire solennel, comme lorsque le maître de réunion donne la parole au frère de l'Ouest. Hergé s'inspire de la franc-maçonnerie, à partir d'un article écrit en 1932 par Lucien Farnoux-Reynaud dans le magazine radical Le Crapouillot,.
À la fin de l'album, Tintin, Milou et le maharadjah paradent lors d'une procession inspirée des traditions de l'empire moghol. Ils sont juchés à dos d'éléphant, dans un howdah richement décoré, surmontant l'animal, portant aussi un tapis d'Inde. Coiffé d'un turban, Tintin est vêtu à la mode indienne, comme son hôte. Contrairement à son homologue africain, l'éléphant d'Asie est domesticable. Il est utilisé pour diverses occasions, qu'elles soient festives ou utilitaires, comme ici pour le défilé.

#### Les personnages

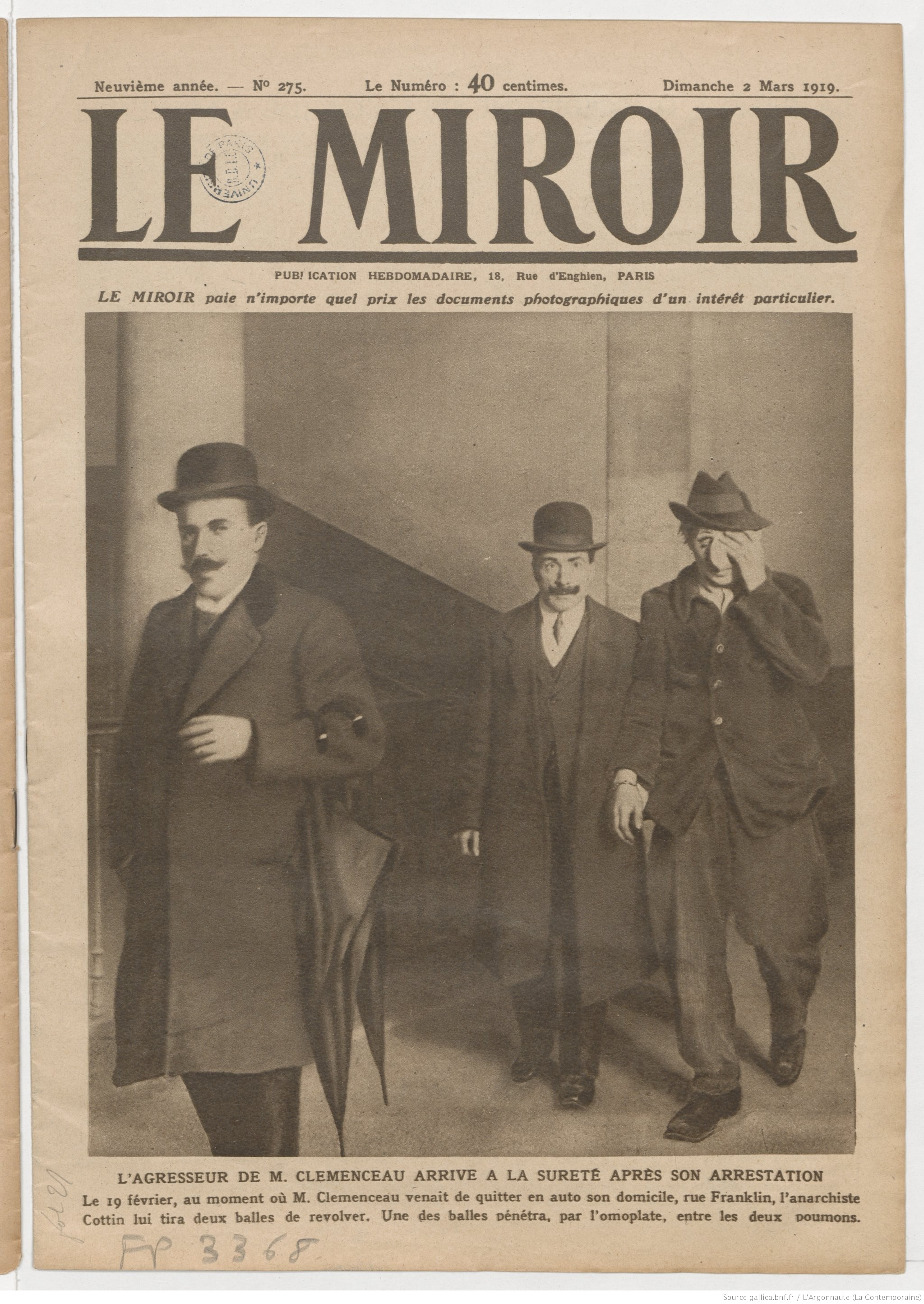
La tenue des agents de la Sûreté inspire celle des Dupondt.

Les deux détectives Dupond et Dupont, d'abord appelés X33 et X33bis, sont directement inspirés du père et de l'oncle d'Hergé, Alexis et Léon Remi, jumeaux inséparables qui ne se distinguaient que par leur caractère. De même, les Dupondt portent les mêmes vêtements, à savoir un costume noir, un chapeau melon noir et une canne, et ne se distinguent que par la forme de leur moustache : celle de Dupond est taillée droite tandis que celle de Dupont est recourbée vers l'extérieur. Cette tenue vestimentaire s'inspire de celle des agents de la Sûreté photographiés en 1919 lors de l'arrestation de l'anarchiste Émile Cottin. Les deux détectives obéissent aveuglément à leur ordre de mission qui consiste à capturer Tintin, mais leur côté gaffeur et maladroit apparaît très vite.
L'origine du personnage de Roberto Rastapopoulos est plus incertaine, comme le révèle Hergé dans une lettre adressée à un lecteur dans les dernières années de sa vie : « Rastapopoulos ne représente exactement personne en particulier. Tout est parti d'un nom, nom qui m'avait été suggéré par un ami ; et le personnage s'est articulé autour de ce nom. Rastapopoulos, pour moi, est plus ou moins grec louche levantin (sans plus de précision), de toute façon apatride, c'est-à-dire (de mon point de vue à l'époque) sans foi ni loi ! Un détail encore : il n'est pas juif. » Présenté comme un milliardaire directeur d'une grande société de cinéma, la Cosmos Pictures, son caractère colérique et violent se manifeste dès la première case où il est représenté, lorsqu'il s'en prend au professeur Siclone qui vient de le percuter malencontreusement. Pour autant, il apparaît à Tintin, dans un premier temps, comme un personnage amical, avant d'être le grand méchant de la série.

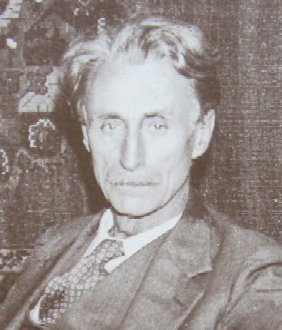
Henry de Monfreid sert de modèle au capitaine du boutre qui sauve Tintin.

Le capitaine du boutre qui sauve Tintin de la noyade en Mer Rouge, avant de se révéler trafiquant d'armes, est un sosie de Henry de Monfreid, à la fois aventurier, écrivain et trafiquant, dont les récits autobiographiques ont inspiré certains éléments du scénario des Cigares du pharaon. L'équipage du capitaine qui recueille Tintin est, comme celui de Monfreid, composé de Dankalis, Noirs originaires d'Éthiopie. La représentation de ces membres d'équipages se révèle néanmoins fortement caricaturale, tant par le dessin, ayant une peau très foncée et des grosses lèvres, que par le langage, parlant un français approximatif (tandis que les autres étrangers, des Égyptiens aux Indiens, n'ont aucun mal à construire des phrases).
Le nom du cheikh Patrash Pasha est inspiré du sultan Pacha Al-Atrach qui a conduit la révolte druze contre le pouvoir français en Syrie entre 1925 et 1927.

#### Les bateaux
Les bateaux dessinés dans la version en couleurs de l'album sont inspirés de modèles réels.

##### Le paquebotEpomeo
Ainsi le paquebot Epomeo sur lequel Tintin est en croisière au début de l'aventure est une copie fidèle du Victoria, un navire lancé en 1953 par la compagnie italienne Lloyd Triestino. Long de 152 mètres et capable d'embarquer 500 passagers, il assurait la liaison entre Venise et l'Extrême-Orient. Le nom du navire choisi par Hergé est quant à lui tiré du Mont Époméo, le point culminant de l'île d'Ischia.

##### Le yachtSereno

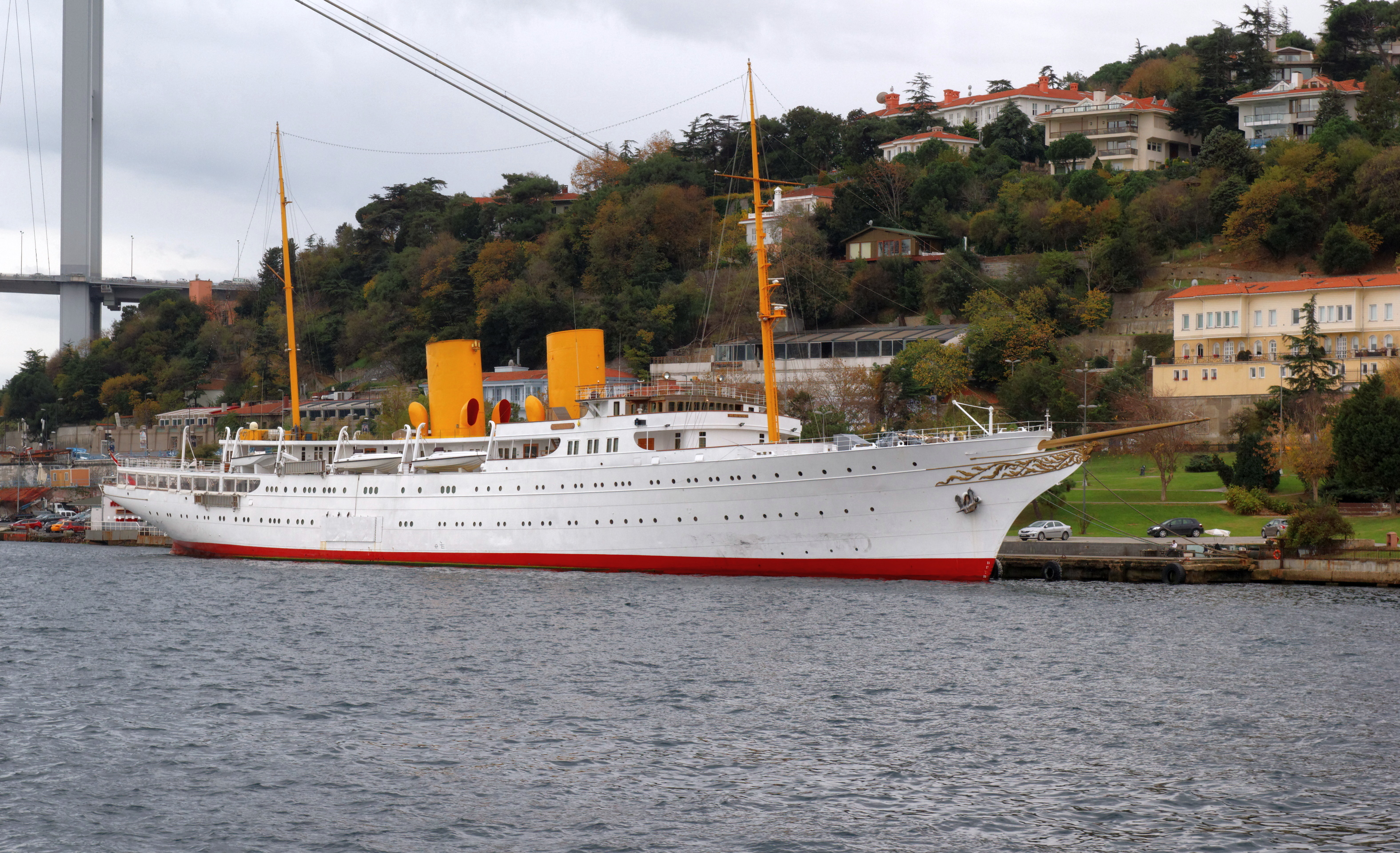
Le MV Savarona inspire le yacht d'Allan Thompson.

Le yacht Sereno, d'Allan Thompson, qui embarque brièvement les sarcophages contenant Tintin, Milou et le professeur Siclone, est en partie inspiré par le yacht MV Savarona (en réduction). La proue de ce navire est fidèlement reproduite (quoique à l’échelle 1/2) mais les dimensions du Savarona excèdent largement celles du Sereno, qui lui sont justement de moitié moindre.
Une autre source d'inspiration se trouve dans le yacht en:Gunilda datant de 1897.

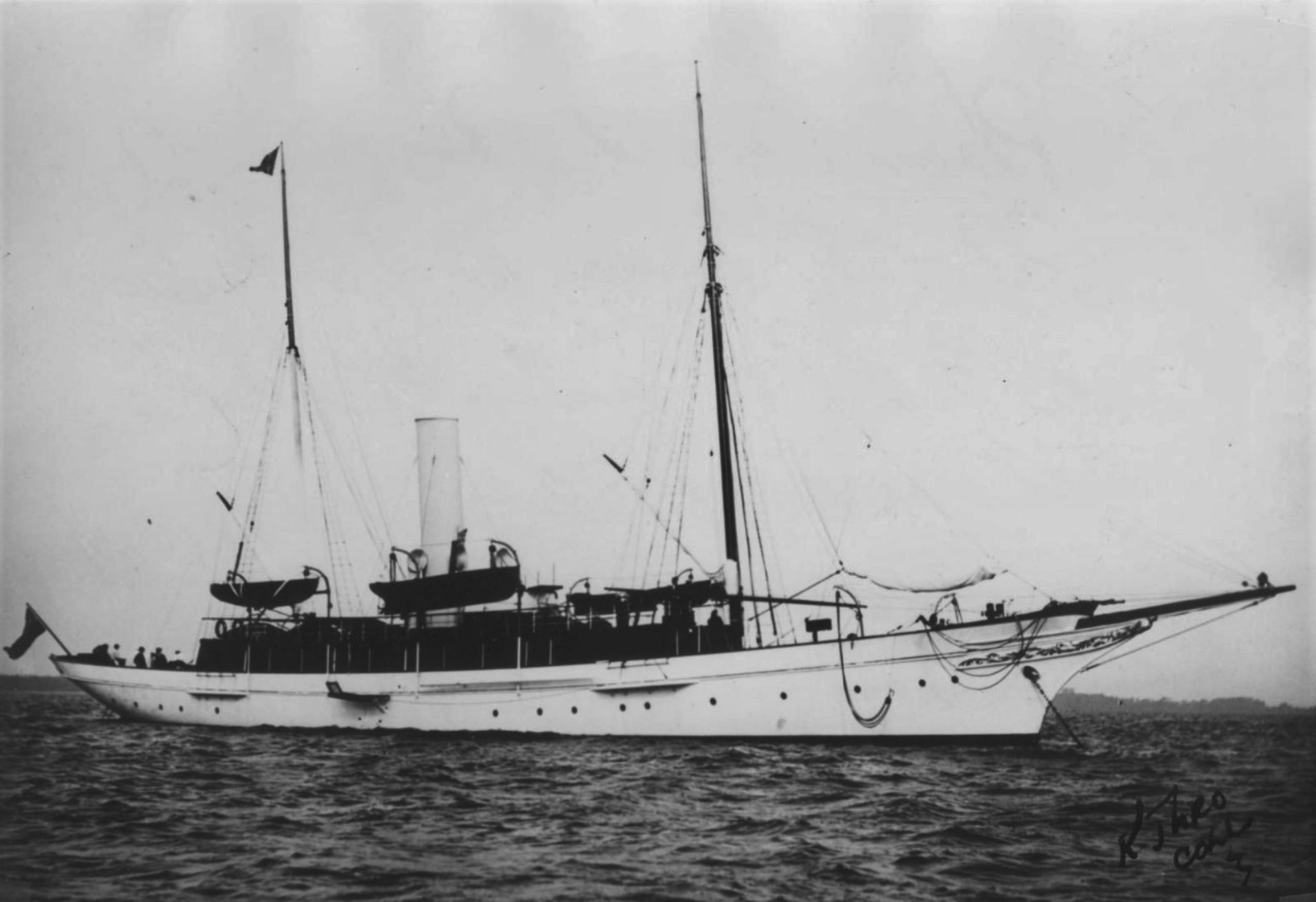
Gunilda 6

 Les dimensions et l’allure générale du Sereno lui sont bien plus conformes.
 Enfin, troisième inspiration, la canonnière italienne Aurora est conforme en taille (longueur similaire à celle du Gunilda) et en aspect à celle du Sereno, sauf la teinte (noire) de la coque de l'Aurora.

##### La vedette des garde-côtes
Pour figurer la vedette des garde-côtes (égyptiens ?) qui perquisitionne le yacht Sereno, Hergé s'est inspiré d'une classe de vedettes fluviales… belges ; contemporaines de l'épisode de 1955.
Les garde-côtes arborent un pavillon ressemblant à celui de l'Arabie Séoudite.

#### Les voitures

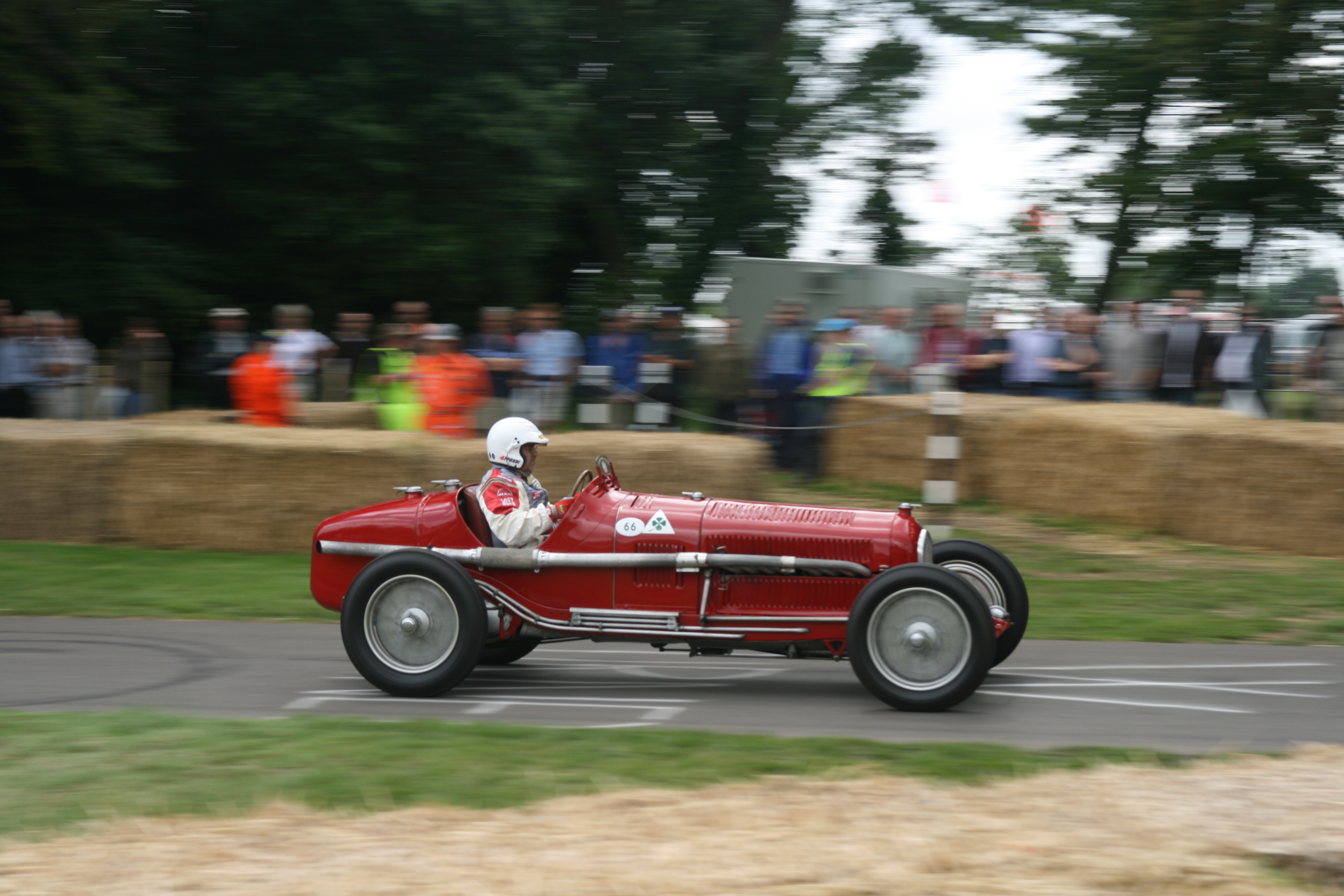
L'Alfa Romeo P3.

La Lincoln Torpedo avec laquelle Tintin conduit les professeurs Siclone et Zlotzky à l'asile est fidèlement reproduite à partir d'un dessin publicitaire. Pour autant, cette voiture n'a jamais existé qu'à l'état de projet : le carrossier Jacques Saoutchik, qui avait imaginé ce modèle, ne l'a finalement jamais conçu.
Dans la version en noir et blanc, il est tenu compte du sens de circulation en vigueur en Inde : à gauche de la chaussée, avec volant à droite. Dans la version couleur, la Lincoln a son volant à gauche et les véhicules roulent à droite.

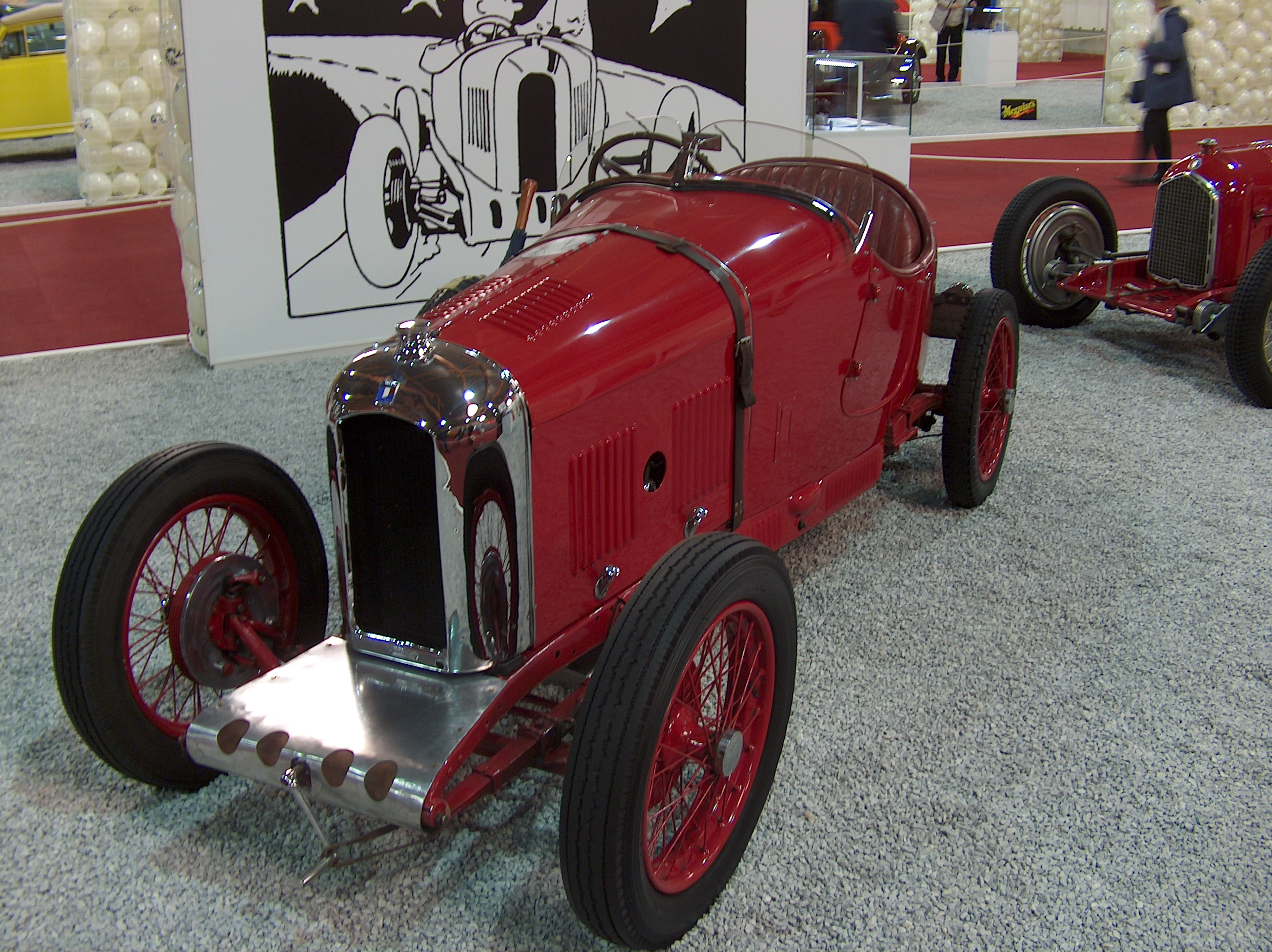
L'Amilcar CGSS.

Dessinée sommairement dans la version en noir et blanc, la voiture qu'emprunte Tintin au maharadjah pour tenter de rattraper les ravisseurs de son fils devient un bolide rouge très détaillé dans la version en couleurs. C'est l'un des collaborateurs d'Hergé, le dessinateur Jacques Martin, qui l'exécute en empruntant des éléments à des voitures réelles. La calandre est celle de l'Amilcar CGSS, le capot moteur et le tuyau d'échappement sur le flanc droit proviennent de l'Alfa Romeo P3 tandis que l'arrière fuselé reprend celui d'un modèle de la marque ERA.

#### Les armes
Le navire du contrebandier contient des caisses d'armes, telles que des grenades. Elles disposent d'une amorce et d'un détonateur. Celui-ci est toujours conditionné séparément dans des boîtes spéciales, par sécurité. Il n'est inséré dans les grenades qu'au moment de leur utilisation. Il n'est donc pas étonnant que les grenades rangées dans ces caisses ne soient pas dotées de leur détonateur, mais uniquement de l'amorce.

### Clins d'œil et références culturelles
Le début de l'histoire, quand Tintin essaye de rattraper le papyrus de Philémon Siclone que le vent a fait s'envoler, rappelle celui de Monsieur Pencil, une « littérature en estampes » dessinée par Rodolphe Töpffer en 1831,. Par ailleurs, Hergé glisse deux références musicales au sein de l'album, à travers le professeur Siclone qui chante à deux reprises après avoir été frappé de folie. Dans la trente-sixième planche, il entonne « Sur la mer calmée », une adaptation française du titre Un bel dì, vedremo, extrait de l'opéra Madame Butterfly de Giacomo Puccini. Cinq planches plus tard, quand Tintin l'interroge sur les yeux qui le guident, Philémon Siclone entonne « Non, mes yeux ne te verront plus », un extrait de la chanson « De l'art, splendeur immortelle », tirée de l'opéra Benvenuto Cellini d'Hector Berlioz.

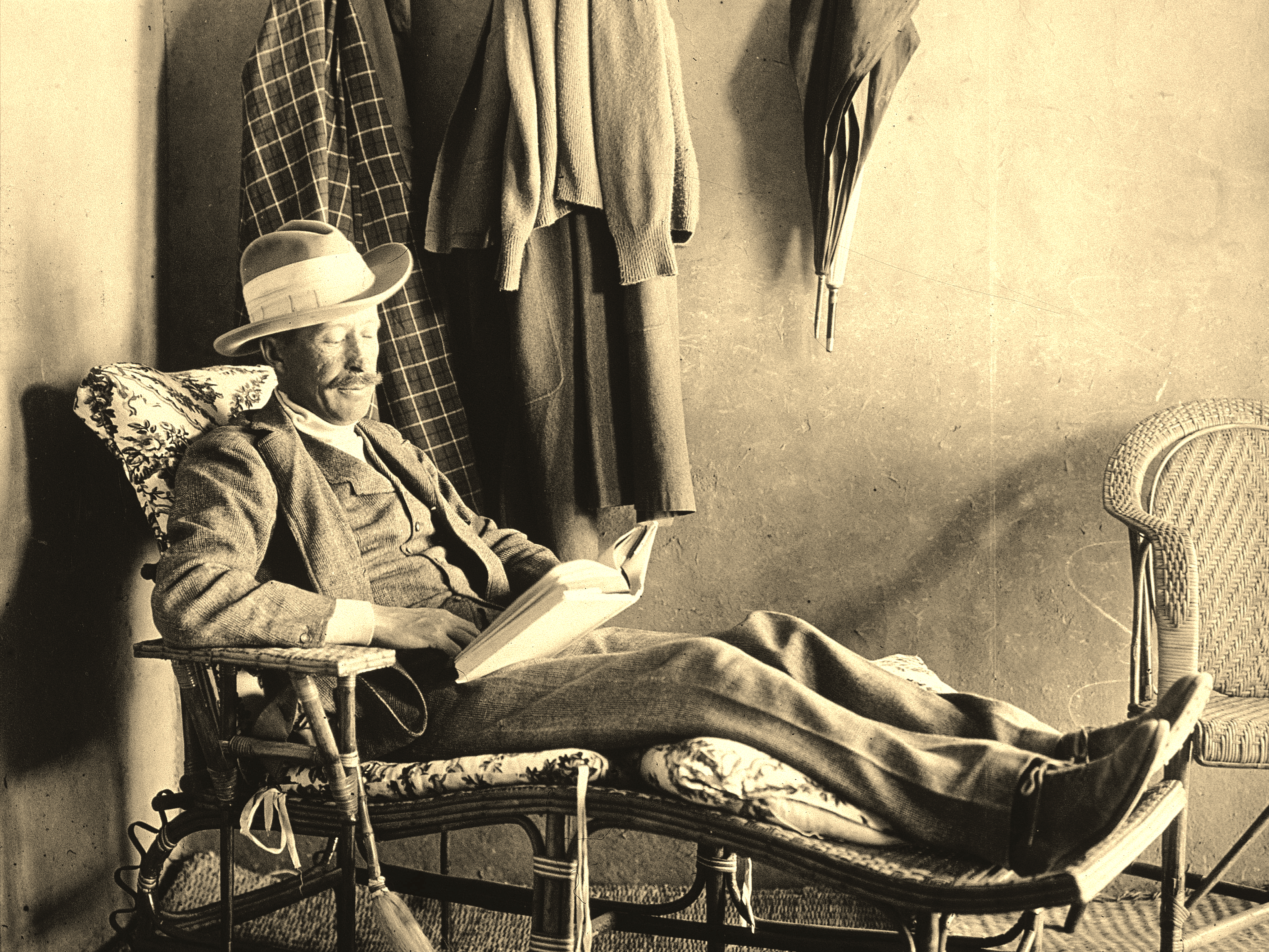
Le nom de l'égyptologue Lord Carnarvon est déformé dans l'album.

Le dessinateur propose un certain nombre de jeux de mots à travers son œuvre. Tout d'abord, le nom du pharaon « Kih-Oskh » est un calembour évident formé à partir du mot « kiosque », où ses Aventures sont vendues chaque semaine dans les pages du Petit Vingtième. D'autre part, Hergé invente un certain nombre de noms humoristiques parmi les savants qu'il représente momifiés dans le tombeau du pharaon. Le nom de l'égyptologue I.E. Roghliff est un jeu de mots évident sur le terme hiéroglyphe, tandis que celui de Lord Carnawal évoque Lord Carnarvon, qui assiste Howard Carter lors de la découverte du tombeau de Toutânkhamon. Dans la première édition en noir et blanc figure également un certain Sauerkraut, dont le nom signifie « choucroute » en allemand. Selon Frédéric Soumois, il s'agirait d'une référence à l'archéologue allemand Heinrich Schliemann,.
Dans l'édition en couleurs, Hergé fait allusion à son ancien collaborateur Edgar P. Jacobs en momifiant un certain E.P. Jacobini. Cette allusion se double de la présence sur la couverture d'un dénommé Grossgrab, qui évoque le personnage du docteur Grossgrabenstein, créé par Jacobs pour Le Mystère de la Grande Pyramide, sa deuxième aventure de la série Blake et Mortimer,. Cette allusion à son ancien collaborateur est sans doute moins amicale qu'il n'y parait, selon Benoît Peeters. Au moment de la refonte en couleurs des Cigares du pharaon, Hergé et Jacobs ne travaillent plus ensemble et surtout, un conflit les oppose depuis qu'Hergé a fait retoucher un dessin de Jacobs pour la couverture du Journal de Tintin sans consulter ce dernier. Pour marquer son mécontentement, Jacobs réalise un dessin à l'occasion des sept ans du journal dans lequel il se représente écrasé sous un Tintin aux allures de monstre. L'embaumement de Jacobs sur la couverture de l'album intervient à la suite de ce différend.

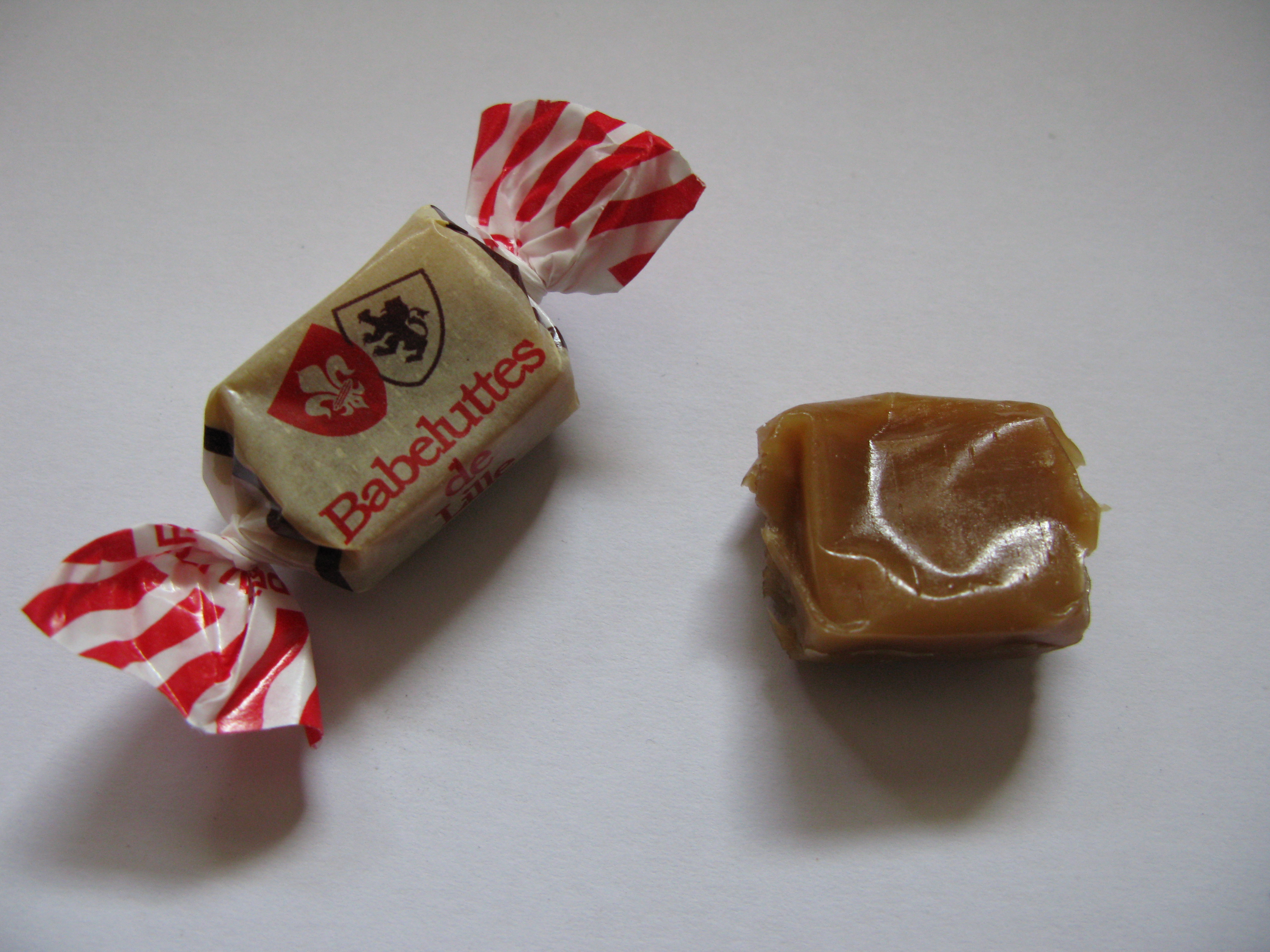
Des babeluttes.

Il en est de même pour certains toponymes inventés par Hergé. Ainsi, en Inde, Tintin voyage à bord d'un train qui relie Sehru à Arboujah. Le nom de la première ville est formée à partir de celui du village wallon de Céroux-Mousty, où Hergé avait acheté une maison, tandis qu'Arboujah vient d'une friandise anisée appelée « karabouya » en Belgique. Aussi, le cornac qui découvre Tintin pris dans un piège en pleine jungle indienne s'écrie « Par le Babluth sacré ! », mais ce terme est inventé par l'auteur, sûrement à partir du mot babelutte qui désigne une confiserie au caramel originaire de la Flandre occidentale,.
Enfin, Hergé effectue un clin d'œil à son propre univers : lorsque le cheikh Patrash Pasha reçoit Tintin, il lui fait part de son admiration en lui montrant un album de ses Aventures et déclare le suivre depuis des années. Dans la version originale en noir et blanc, il s'agit de l'album précédent, Tintin en Amérique, puis dans une autre édition en noir et blanc, cette couverture est remplacée par celle de Tintin au Congo. Lors de la refonte et de la colorisation de l'histoire en 1955, l'album en question devient Objectif Lune, alors que le dessinateur vient juste d'achever son diptyque lunaire. Cette mise en abyme constitue un anachronisme car le cadre temporel de cette aventure est postérieur à celui des Cigares du pharaon, mais par ce biais, Hergé donne l'impression que ses albums forment un ensemble quasi synchrone dans lequel le lecteur peut naviguer à souhait,.
Alors que Tintin et Milou naviguent à bord de sarcophages, une vague menace de les engloutir. Cette scène est inspirée de La Grande Vague de Kanagawa, estampe du peintre japonais Hokusai.

## Parution

### Première publication en noir et blanc (1932-1934)

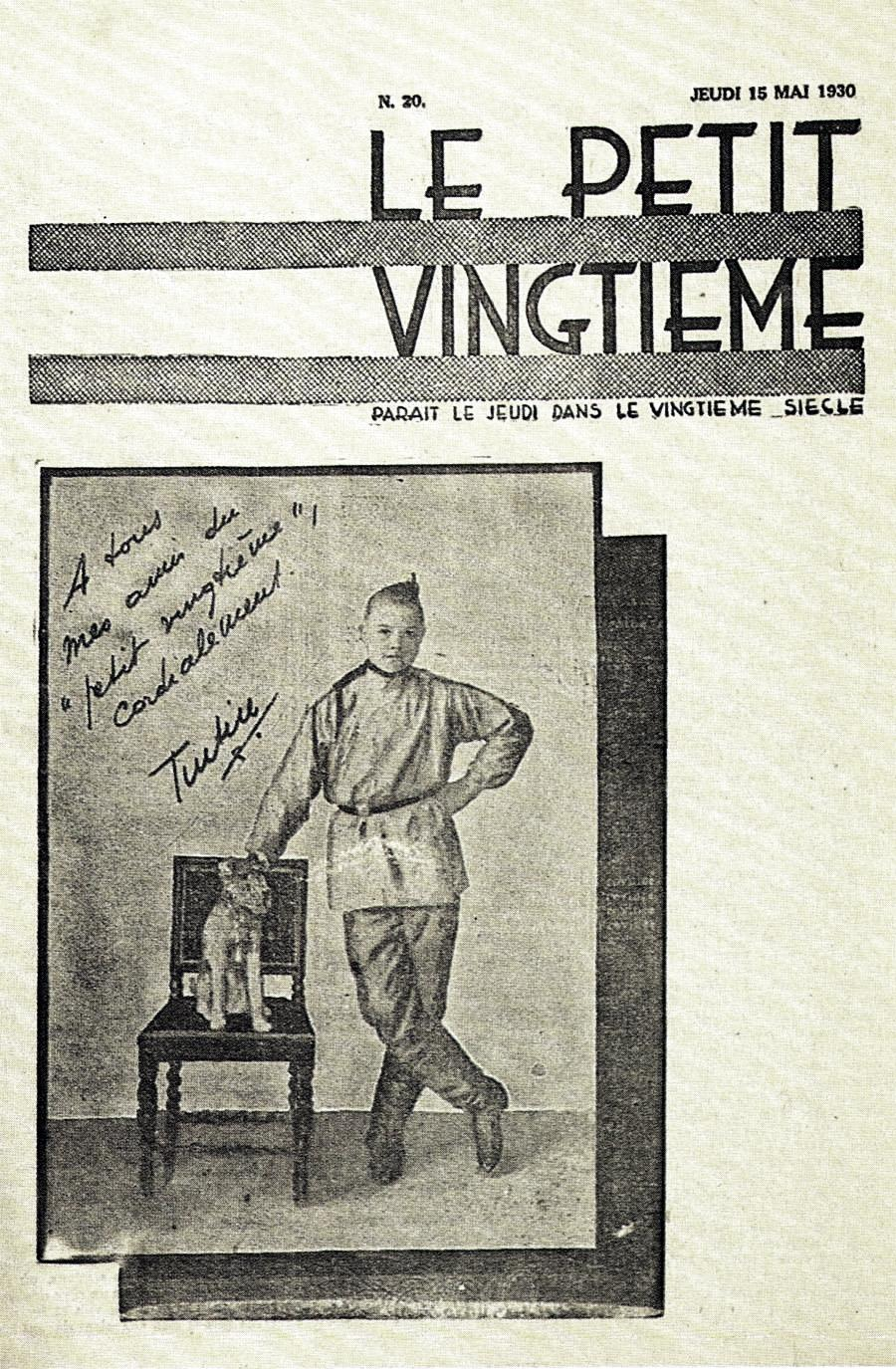
L'histoire est pré-publiée dans les pages du Petit Vingtième.

La parution des deux premières planches des Aventures de Tintin en Orient dans ce même hebdomadaire a lieu le 8 décembre 1932 et se poursuit jusqu'au 8 février 1934, au rythme de deux nouvelles planches chaque semaine, pour un total de 124 planches, ce qui constitue un record pour la série.
La publication de cette aventure s'accompagne d'un jeu interactif à travers une rubrique intitulée « Notre grande enquête : le mystère Tintin », dont le but est avant tout publicitaire en vue de fidéliser les lecteurs. Chaque semaine, ces derniers sont invités à donner leur point de vue sur l'affaire. Le Petit Vingtième s'inspire ainsi d'Ellery Queen qui agrémente ses romans policiers d'un défi au lecteur. L'opération est un succès et les lettres de lecteurs affluent au journal.
L'album paraît au mois de novembre 1934 sous son titre actuel des Cigares du pharaon. Il est le premier de la série à paraître sous le label exclusif de Casterman, avec qui Hergé s'est engagé,. L'accueil de ce nouvel album est plutôt favorable dans la presse spécialisée, à l'image de Jeanne Cappe qui le qualifie d'« excellent roman policier pour gosses ».
En 1979, Casterman réédite cette version originale en noir et blanc dans un volume comprenant également Le Lotus bleu et L'Oreille cassée, pour former le second volume des Archives Hergé. En 1983, un fac-similé de cette version originale est lui aussi édité.
En 2022, Casterman et Moulinsart coéditent une version colorisée de l'album de 1934, introduite par une préface rédigée par Philippe Goddin.

### Refonte de l'album lors du passage à la couleur (1955)

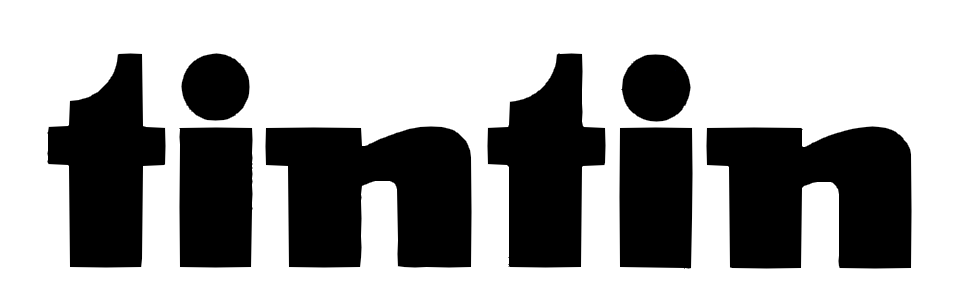
La version en couleur est publiée dans l'hebdomadaire Tintin en 1976.

Entre 1942 et 1947, à la demande de son éditeur Casterman, Hergé accepte la colorisation et le redécoupage en 62 planches des premières aventures. Pour accomplir ce projet, il bénéficie d'une assistante, Alice Devos — à laquelle succède Edgar P. Jacobs, qui aidera également à redessiner certaines aventures. Durant cette période, sont colorisés les albums L'Étoile mystérieuse (1942), L'Oreille cassée (1943), L'Île Noire (1943), Le Crabe aux pinces d'or (1943), Tintin au Congo (1946, redessiné), Tintin en Amérique (1946, redessiné), Le Lotus bleu (1946, premières planches redessinées), et Le Sceptre d'Ottokar (1947, décors redessinés).
Jacobs cesse sa collaboration aux Aventures de Tintin en 1947 pour se consacrer à ses propres activités. Hergé, occupé à créer de nouvelles histoires, a reporté le projet de colorisation. Ce n'est qu'après la création des Studios Hergé en 1950 que Les Cigares du pharaon ont pu être modernisés.
Les Cigares du pharaon sont donc la dernière aventure à passer du noir et blanc à la couleur, en 1955 (Tintin au pays des Soviets n'a jamais été colorisé du vivant d'Hergé, bien qu'une version colorisée de l'album soit publiée en 2017). À cette occasion, l'histoire est profondément remaniée, tant sur le plan graphique que narratif. Les 124 planches de départ sont ramenées à 62 par la mise en place d'un nouveau découpage ou la suppression de certaines scènes,.
Cette édition en couleurs est de nouveau sérialisée dans le journal Tintin à partir de 1976.
Les rééditions plus récentes des Cigares du pharaon contiennent une erreur sur la première planche. En effet, dans l'édition de 1955, Hergé insère une carte pour illustrer le discours de Tintin quand ce dernier cite les différentes étapes de son voyage (Aden, Bombay, Colombo, Singapour, Hong Kong et Shanghai). Dans les années 1970, les éditions Methuen qui commercialisent l'aventure au Royaume-Uni font pression sur le dessinateur pour qu'il apporte un certain nombre de modifications, notamment à cette carte, car à cette époque, il n'est plus possible de rejoindre l'Inde par bateau. La carte est donc modifiée pour être remplacée par celle d'une simple croisière en Méditerranée. Dans les éditions françaises qui sont publiées à cette époque, comme celle parue dans Le Journal de Tintin en 1976, c'est la version anglaise de la carte qui est conservée, sans que le discours de Tintin ne soit changé, ce qui crée un décalage entre les paroles du personnage et ce qui est effectivement montré au lecteur.

### Traductions
Les Cigares du pharaon est la première aventure de Tintin à être traduite en portugais. Le journal O Papagaio en commence la publication à partir du 18 avril 1935 sous le titre Os charutos do faraó et comporte un certain nombre de retouches. À titre d'exemple, le personnage du commerçant Oliveira da Figueira n'y est pas décrit de nationalité portugaise mais espagnole.
Après la première publication en français de l'album en couleurs en 1955, il s'écoule un certain temps avant que celui-ci ne soit traduit à l'étranger. C'est d'abord en Espagne, aux éditions Juventud, qu'il paraît en 1964, puis au Royaume-Uni en 1971 aux éditions Methuen. Dans cette traduction tardive, Milou fait une référence au château de Moulinsart, ce qui représente un anachronisme puisque le château n'apparait que dans la onzième aventure, Le Secret de La Licorne. Par la suite, l'album a été traduit en plusieurs langues, comme le latin et le serbe en 1990, le vietnamien en 1996, l'arménien en 2008, le persan en 2009, le hongrois en 2011. Il existe également deux versions en langue régionale, l'une en occitan, parue en 2016 sous le titre « Los Cigarros del pharaon », l'autre en gaélique irlandais, parue en 2014.

## Analyse

### Place de l'album au sein de la série

#### Évolution vers le récit construit

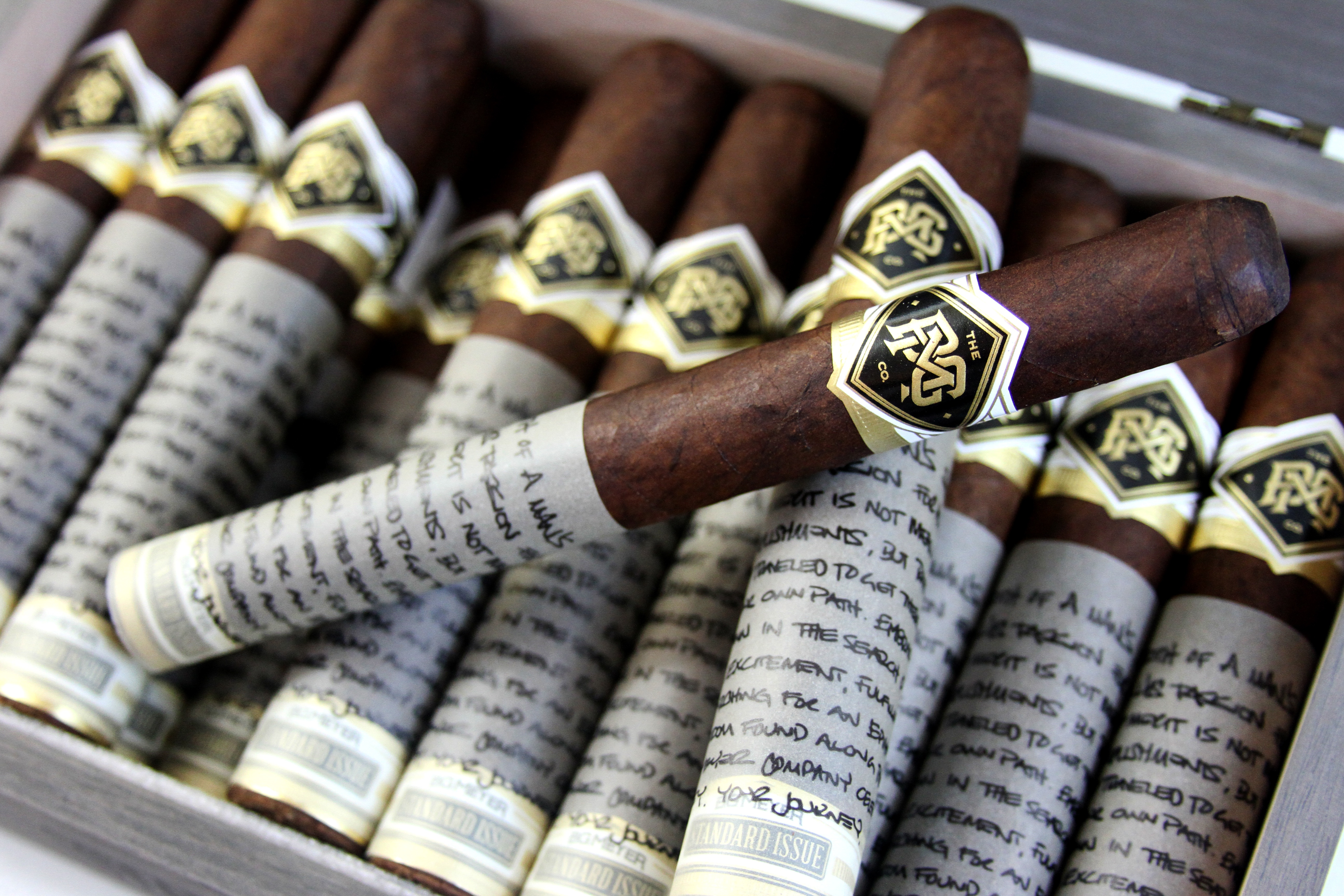
Des faux cigares semblables à ceux des trafiquants.

Spécialiste de l'œuvre d'Hergé, Benoît Peeters remarque qu'après avoir envoyé son héros au pays des Soviets, au Congo et en Amérique, le dessinateur lui fait cette fois visiter l'Orient, comme pour suivre les quatre points cardinaux. Ces premiers récits semblent ainsi correspondre « à un rêve naïf de prise de possession du monde, une appropriation tout extérieure des grands territoires de la planète ». Pour autant, Les Cigares du pharaon marque une nouvelle étape dans l'approche d'Hergé dans la mesure où l'aventure n'est plus uniquement centrée sur un pays mais plutôt sur une quête. Dans les trois albums précédents, Tintin se contente de vivre une succession d'aventures rocambolesques qui ont pour seul fil conducteur l'exploration méthodique des pays visités, ou plutôt une vision fantasmée de ces pays du point de vue européen,. Si le décor de cette quatrième aventure reste très exotique, il n'est plus au centre de l'histoire : c'est bel et bien l'affrontement entre Tintin et des trafiquants de stupéfiants qui est au cœur du récit, ce qui est une nouveauté dans la série.
Par ailleurs, en trois albums, Hergé semble avoir fait « le tour de l'imaginaire politique de son temps » : après avoir décrit la Russie bolchévique dans la première aventure, l'épopée de la colonisation dans la deuxième et le machinisme américain dans la troisième, le dessinateur souhaite désormais engager son œuvre dans le romanesque. Cette nouvelle ambition littéraire se traduit notamment dans le choix du titre de l'album, qui pour la première fois ne contient pas le nom du héros. Cela n'empêche pas cette quatrième aventure d'être encore très improvisée et dessinée sans le moindre scénario préalable. Elle représente selon Benoît Peeters « la quintessence du feuilleton ». Dans ses entretiens avec Numa Sadoul, Hergé explique cette approche très spontanée : « Je voulais m'engager dans le mystère, le roman policier, le suspense, et je me suis si bien emberlificoté dans mes énigmes que j'ai bien failli ne jamais m'en sortir ! » Pierre Assouline relève également le côté décousu de l'intrigue en évoquant une « histoire abracadabrante ». Il souligne par ailleurs qu'Hergé « ne se refuse rien dans le registre de l'invraisemblance », en citant la scène où l'avion de Tintin disparaît dans un nuage au-dessus de l'Arabie pour réapparaître l'instant d'après au-dessus de l'Inde, réalisant une « manière de record dans l'art de l'ellipse ».

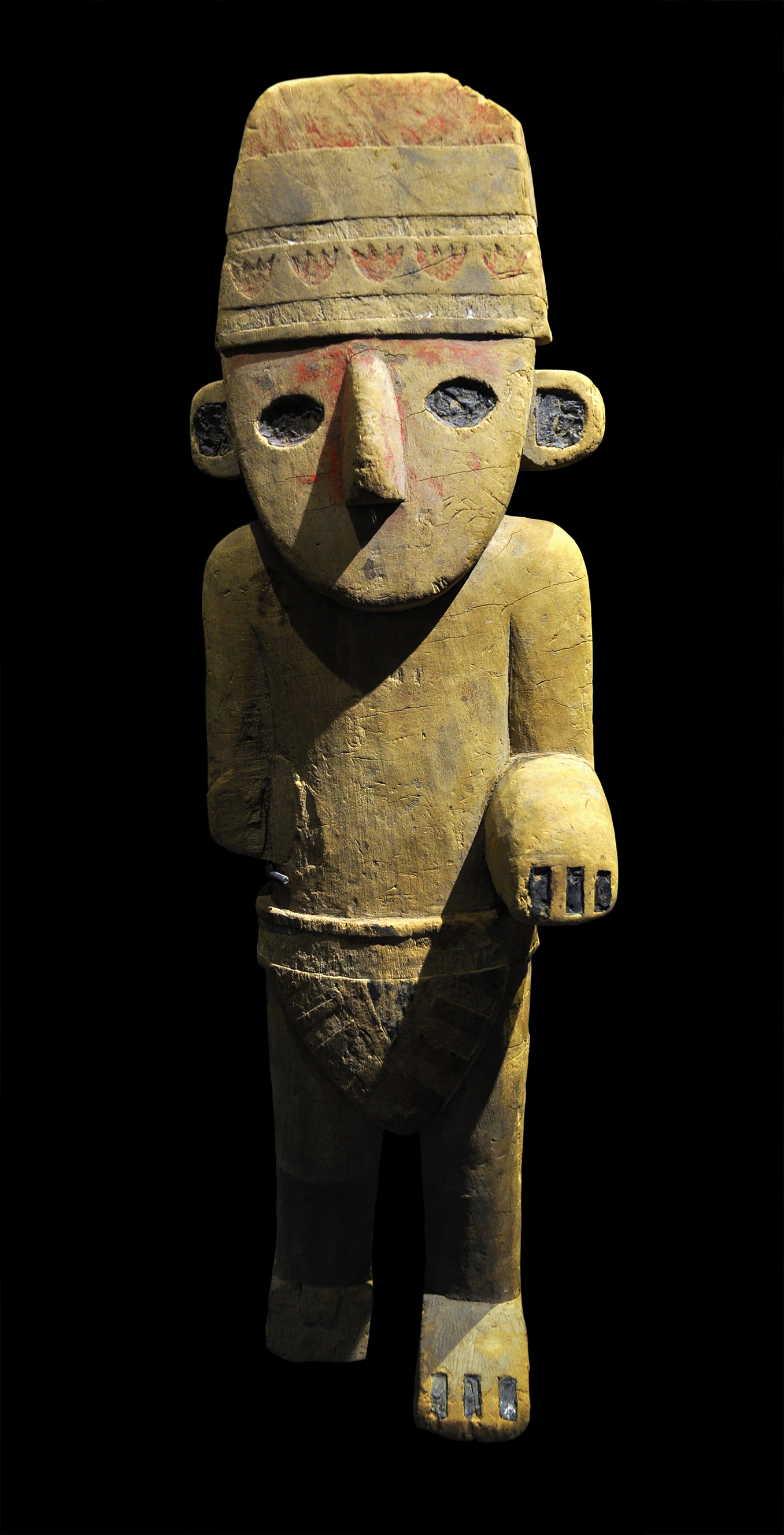
Avant le fétiche arumbaya, le signe de Kih-Oskh sera le premier fil conducteur de la série.

 Ainsi Les Cigares du pharaon fait figure d'œuvre charnière dans la série, précédant Le Lotus bleu qui est considéré par de nombreux tintinophiles comme le véritable point de départ de l'univers de Tintin. Franck Thibault considère ce récit comme un « album de transition et de rupture entre l'avant et l'après de la création hergéenne et dans lequel on trouve, comme en gestation, l'œuvre à venir, une sorte d'album-laboratoire dans lequel l'auteur met au point une nouvelle formule. » Si Pierre Fresnault-Deruelle estime que ce récit est « mal ficelé », son aspect feuilletonesque n'empêche pas Les Cigares du pharaon de posséder une véritable unité narrative, comme l'a souligné Thierry Smolderen dans son étude Les Carnets volés du Major : le signe du pharaon Kih-Oskh agit comme un fil conducteur que le lecteur retrouve dans plusieurs séquences tout au long du récit. Pour autant, ce signe ne joue qu'un rôle secondaire, et Hergé s'efforcera de renforcer ce procédé dans son aventure suivante, L'Oreille cassée, à travers le fétiche arumbaya.

#### Apparition de personnages secondaires
Outre une progression certaine sur le plan narratif, Les Cigares du pharaon marque un tournant dans la série dans la mesure où pour la première fois, Tintin n'est plus seul : c'est dans cet album que les premiers personnages récurrents font leur entrée, enrichissant un univers dont les seuls protagonistes d'envergure étaient jusqu'ici Tintin et Milou. Benoît Peeters explique ces apparitions par le besoin de créer « une structure plus complexe où Tintin se trouve confronté à de véritables interlocuteurs » au moment où Hergé veut mettre en place un « système narratif plus élaboré ».
C'est tout d'abord le grand méchant de la série qui apparaît, Roberto Rastapopoulos, qui deviendra ensuite l'ennemi juré de Tintin, celui qu'il rencontrera régulièrement au gré de ses aventures. Pour autant, son côté cruel n'est pas encore dévoilé dans cet album : sa couverture de directeur d'une société de production cinématographique, personnalité hautement fortunée, semble trop honorable pour que Tintin s'en méfie. D'ailleurs, ce dernier n'hésite pas à lui confier ses malheurs et à solliciter son aide. Ce n'est que dans le volet suivant, Le Lotus bleu, que Tintin mettra au jour sa véritable identité, celle du « Grand Maître » de la société secrète des trafiquants d'opium.
Les premiers éléments comiques de la série apparaissent également à travers les détectives Dupond et Dupont. Dans la première version en noir et blanc, ils sont appelés X33 et X33bis, avant qu'Hergé ne fasse évoluer leur nom à partir du Sceptre d'Ottokar. Dans cette aventure, s'ils s'obstinent à braver tous les dangers pour sauver Tintin, c'est avant tout parce qu'ils ont reçu la mission de l'arrêter en personne,. Les Dupondt font avant tout figure d'obstacle qui font dévier le héros de sa route et retardent ainsi le dénouement du récit, ce que résume Pierre-Yves Bourdil : « Quand Hergé est en verve, il multiplie les interventions des policiers ; quand il veut faire progresser l'intrigue, il les met de côté ». L'un des principaux ressorts comiques liés aux deux détectives se met en place dès cette aventure, lorsqu'ils essaient de passer inaperçus en adoptant le costume local. Ils effectuent trois tentatives dans ce récit, d'abord dans les rues de Port-Saïd, quand ils se griment en Bédouins dans le désert d'Arabie puis quand ils se déguisent en femmes pour libérer Tintin, condamné à mort et faussement exécuté.
Enfin, le senhor Oliveira da Figuera, commerçant portugais itinérant au Moyen-Orient, fait son entrée. Surnommé « le Blanc-qui-vend-tout », il témoigne de son talent en parvenant à convaincre Tintin de lui acheter de nombreux objets dont il n'a aucune utilité. Dans la suite des Aventures, il demeure toutefois un ami fidèle prêt à aider Tintin à chacun de ses voyages au Moyen-Orient, dans Tintin au pays de l'or noir et Coke en stock.
Si l'égyptologue Philémon Siclone n'est présent que dans cet album, il inaugure une lignée de savants créés par Hergé, comme le sigillographe Nestor Halambique dans Le Sceptre d'Ottokar, l'astronome Hippolyte Calys dans L'Étoile mystérieuse, mais surtout le professeur Tournesol qui apparaît dans Le Trésor de Rackham le Rouge et devient dès lors l'un des principaux personnages de la série. Par sa tenue vestimentaire désuète et négligée, Philémon Siclone préfigure ses successeurs, et suit les codes de représentations des savants dans la bande dessinée du milieu du XXe siècle, comme pour souligner que ce type de personnages « n'appartient pas à son époque,  qu'il est en quelque sorte détaché du contexte historique et social immédiat dans lequel il évolue ».

#### L'introduction du paranormal dans l'univers de Tintin

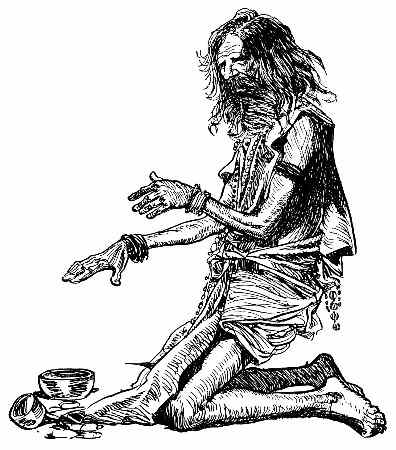
Un fakir.

C'est dans cette aventure que le paranormal apparaît pour la première fois dans la série, notamment à travers le thème de la malédiction du pharaon, qui sera repris plus tard dans Le Temple du Soleil. Pour autant, les deux récits s'opposent. Dans Les Cigares du pharaon, Hergé démystifie le paranormal dans la mesure où la malédiction a une explication rationnelle puisqu'elle est opérée en réalité par la bande des trafiquants d'opium, tandis que dans Le Temple du Soleil, le paranormal devient la seule explication possible du phénomène mystérieux.
La malédiction n'est pas le seul phénomène paranormal évoqué dans l'album. L'hypnose l'est également à travers le personnage du fakir qui envoûte les autres personnages par son regard. À chaque fois, Tintin échappe de peu à l'emprise du fakir : la première fois, c'est la maladresse du professeur Siclone qui brise l'hypnose, quand celui-ci tire un coup de revolver, tandis que la deuxième fois, c'est une pierre qui tombe sur la tête du fakir et l'assomme, mettant fin à l'enchantement. De même, les objets magiques sont abordés par le biais du khouttar qui se plante de lui-même devant les pieds de Tintin et le désigne ainsi au danger,.

#### La folie douce
Les Cigares du pharaon marque également l'apparition du thème de la folie dans la série. Elle est avant tout évoquée de manière à faire sourire le lecteur et apparaît comme déclenchée par une cause extérieure. C'est ainsi que plusieurs personnages sont atteints de démence après avoir été piqués par une fléchette empoisonnée au radjaïdjah — « le poison qui rend fou » —. Tour à tour frappés, le professeur Siclone ou l'écrivain Zlotzky se conduisent comme des enfants, apparemment inoffensifs. Ce n'est que sous l'influence et l'emprise du fakir que l'égyptologue menace de tuer Tintin. De même, les autres fous représentés par Hergé caractérisent autant de formes de folie douce. À l'entrée de l'asile où Tintin conduit Siclone et Zlotzky, quatre d'entre eux sont représentés : le premier adopte la posture caractéristique de l'empereur Napoléon Ier, tandis qu'un autre se prend pour son cheval, le troisième se regarde dans un miroir en tenant dans sa main un parapluie alors que le temps est au beau fixe, et le quatrième arrose un chapeau melon, au sol.

#### Thèmes récurrents
Le capitaine du boutre qui vient au secours de Tintin en Mer Rouge joue à la fois le rôle d'adjuvant et d'opposant : s'il sauve Tintin de la noyade, c'est par devoir moral naturel, mais il se révèle par la suite comme un membre du trafic d'armes et d'opium et finit par menacer le héros. C'est donc un personnage ambigu et en ce sens, il se rapproche de certains gangsters de l'album précédent, Tintin en Amérique, qui, naviguant sur le lac Michigan, portent secours à Tintin par réflexe avant de vouloir l'éliminer lorsqu'ils découvrent sa véritable identité.
Par ailleurs, Les Cigares du pharaon s'inscrit dans une certaine continuité en ce qui concerne la place de l'univers maritime dans les Aventures de Tintin. En effet, au début du récit, le héros se trouve à bord d'un paquebot en croisière sur la Mer Méditerranée et à destination de Shanghai. De la même manière, le deuxième album de la série, Tintin au Congo, s'ouvrait sur une scène de départ en bateau, tandis que ce même album, ainsi que Tintin en Amérique et Le Lotus bleu, qui fera suite aux Cigares du pharaon, se concluent sur une scène de retour en bateau. Samuel Bidaud considère que dans les premières aventures de la série, le bateau représente un lieu de pause pour Tintin, de même que le sera le château de Moulinsart dans les derniers albums. Il se dégage de ces voyages en bateau une temporalité spécifique qui contraste avec le rythme effréné des péripéties auxquelles le héros est soumis.

### Structure narrative

#### Une course effrénée vers une révélation différée

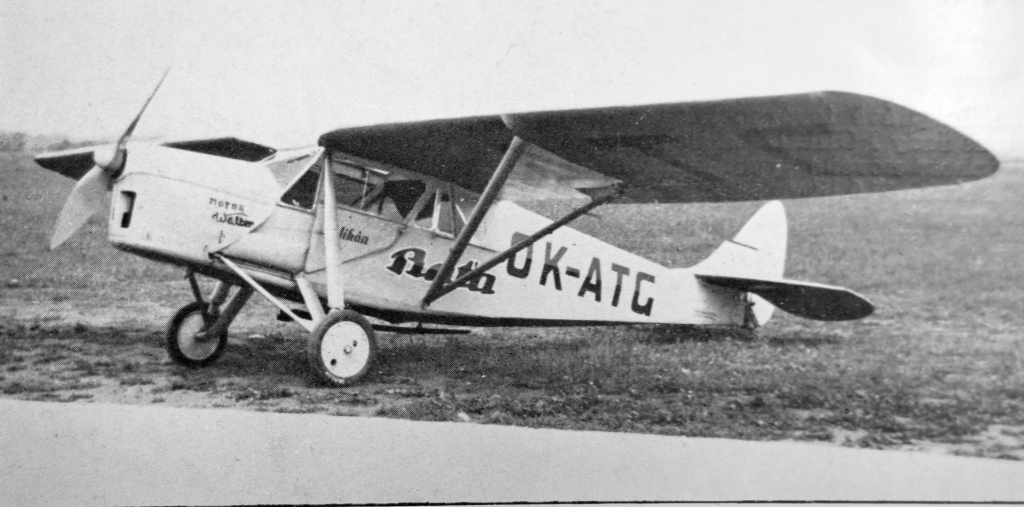
Un De Havilland DH.80A Puss Moth, l'avion permettant à Tintin de rejoindre les Indes.

L'histoire des Cigares du pharaon emprunte de nombreux éléments narratifs au roman populaire, tels que la présence d'un mystérieux génie du mal dont l'identité demeure inconnue, une terrible société secrète qui tire les ficelles de trafics en tout genre, la mystérieuse malédiction d'un pharaon, ou encore l'élimination des protagonistes les uns après les autres avec le « poison qui rend fou ». Le personnage de Rastapopoulos résume cela en qualifiant les péripéties que lui confie Tintin de véritable ciné-roman.
Composée sans scénario, cette aventure se caractérise par une construction linéaire progressive, au fil de l'inspiration du dessinateur. Pour Franck Thibault, elle est « régie par une sorte de dynamique de la fuite, comme si elle était constamment en train d'échapper, au héros, au lecteur, et à elle-même », car la révélation de l'énigme des cigares est sans cesse différée. Tintin en est plusieurs fois empêché : d'abord dans le tombeau de Kih-Oskh où il découvre ces cigares avant d'être endormi par un narcotique, puis plus tard dans le bureau du colonel, où il est surpris en train de fouiller, ce qui lui vaut d'être conduit devant le peloton d'exécution. Ce n'est qu'à la dernière planche de l'album que le mystère est résolu et que Tintin découvre que les cigares contenaient de l'opium. Pierre Fresnault-Deruelle remarque qu'Hergé s'inspire ainsi des auteurs de romans à suspense, pour qui « il s'agit d'introduire le maximum d'intermédiaires entre le héros et le moment de sa découverte ». L'entrée des Dupondt dans la série répond à cette logique : « redondants et totalement improductifs », ils sont avant tout comme des obstacles qui font dévier le héros de son objectif et diffèrent d'autant plus le dénouement de l'intrigue.
Par contraste avec la lenteur du voyage en paquebot évoquée dans les premières cases par Milou, le récit s'accélère par la rencontre inopinée du professeur Siclone et de son mystérieux parchemin. Cette bifurcation du récit entraine Tintin dans une dynamique qu'il ne maîtrise pas et les rebondissements s'enchaînent à un rythme effréné. Pour autant, à mesure que ces péripéties le poussent en avant, elles le rapprochent de Shanghai, le but premier de son voyage. S'il ne s'y rend pas au terme de cette aventure, il y sera conduit lors de la suivante, Le Lotus bleu, et paradoxalement, la bifurcation du récit est « moins un détour qu'une trajectoire plus directe » que la croisière annoncée dans la première planche.
Par ailleurs, Franck Thibault rapproche Les Cigares du pharaon du Tour du monde en quatre-vingts jours de Jules Verne, dans la mesure où Tintin utilise de nombreux moyens de locomotion tout au long de son périple : après le paquebot de croisière où commence le récit, le héros navigue ensuite sur un yacht, un boutre, un canot et même un sarcophage, mais il se déplace également à terre à dos d'âne ou d'éléphant, à cheval, à pied, en voiture, en train ou en ambulance, ainsi qu'en avion pour rejoindre l'Inde.

#### L'illusion pour maintenir la tension
Dans la tradition des romans-feuilletons, Hergé cherche à susciter l'intérêt par les rebondissements répétés de l'action. En ce sens, il s'efforce de laisser planer le mystère à la fin de chaque planche pour tenir en haleine son lecteur. La première planche des Cigares du pharaon est à ce titre édifiante : dans la dernière case, Tintin est tiré de sa contemplation par un cri hors cadre : « Arrêtez-le ! ». L'utilisation du pronom « le », qui peut s'appliquer aussi bien à un personnage qu'à un objet, renforce l'indétermination et produit un effet de cliffhanger qui pousse le lecteur à vouloir connaître la suite. De fait, il ne s'agissait pas d'un personnage mais bien d'un morceau de papier qui s'est envolé. Ce procédé est régulièrement repris tout au long de l'album : dans les dernières cases de chaque planche, Tintin est très souvent surpris par la vision d'un élément laissé hors-champ et dont la nature n'est révélée que dans la planche suivante. Ce mouvement suspendu se traduit le plus souvent par la présence du gouttelettes de surprise autour du visage du héros, mais aussi de points d'exclamation ou d'interrogation.
Chaque évènement qui parcourt le récit s'avère illusoire et finit par tromper Tintin et son lecteur et ce, dès le début de l'album : le tombeau de Kih-Oskh dissimule des caisses de cigares qui eux-mêmes dissimulent de l'opium, tandis que les sarcophages jetés à la mer ne contiennent aucune marchandise frauduleuse mais en fait Tintin, Milou et Philémon Siclone. Le héros est plusieurs fois victime d'illusions d'optique, comme lorsqu'il aperçoit le chapeau du professeur Siclone qui dépasse d'une dune ou qu'il rencontre un mirage en plein désert, mais il est aussi trompé par la personnalité des individus qu'il rencontre : il prend le tournage d'une scène de film où une femme est battue pour la réalité, Rastapopoulos lui apparaît comme un personnage amical, le capitaine du boutre qui sauve Tintin s'avère être un trafiquant d'armes, Oliveira da Figuera lui promet de lui fournir des articles dont il a besoin mais ne l'encombre que de produits inutiles, enfin le directeur de l'asile se méprend et enferme Tintin en lieu et place des deux fous.
Il en est de même avec les Dupondt qui, d'abord convaincus que Tintin dissimule de la drogue, le soupçonnent ensuite de prendre part au trafic d'armes et ne reconnaissent son innocence qu'à la fin de l'album. La poursuite qu'ils mènent à son encontre est source elle aussi de nombreuses illusions : dans le désert, ceux que Tintin prend pour des bédouins sont les Dupondt, tandis que dans une case suivante, celui que les Dupondt prennent pour Tintin est un bédouin. De même, son passage par les armes et son enterrement sont en réalité des simulacres, organisés par les détectives.
Les situations dans lesquelles Tintin est aux prises avec la société secrète des trafiquants répondent au même procédé de falsification. D'abord poursuivi en avion, le héros fait semblant d'être touché pour plonger dans le brouillard et échapper ainsi à ses adversaires. Ensuite, un arbre dans le jardin du maharadjah cache un passage secret vers l'entrée de leur repaire, puis Tintin découvre l'identité des membres de la société qu'il a infiltrée en profitant du scénario mis en place pour le démasquer. Enfin le fakir et son Grand Maître simulent un accident de la route pour le piéger.
Tour à tour prisonnier, évadé ou poursuivi, Tintin est donc au cœur de multiples péripéties dont les rebondissements successifs ont pour effet de maintenir le suspense et la tension du récit.

#### Un prélude duLotus bleu
Si Jean-Marie Apostolidès affirme que Les Cigares du pharaon et Le Lotus bleu forment une seule aventure, la plupart des tintinologues refusent d'en faire un récit unique car ces deux albums semblent être des touts cohérents : le rappel des personnages y est anecdotique et les lieux de l'action sont tout à fait distincts. Ainsi Le Lotus bleu peut être vu comme un prolongement plutôt qu'une suite des Cigares de pharaon.
Dès l'incipit du récit, Tintin annonce que le but de son voyage est Shanghai et malgré les différentes péripéties qu'il subit, il ne cesse de s'en rapprocher. Tout au long du récit, les lecteurs sont initiés à l'univers du suivant : le trafic d'opium que Tintin met au jour et le poison-qui-rend-fou seront au cœur de l'aventure chinoise. De même, la responsabilité de Rastapopoulos dans la société secrète des trafiquants n'est révélée qu'à la fin du Lotus bleu. Hergé renvoie d'ailleurs le lecteur à cette seconde aventure dès la dernière planche de l'album : si le mot « fin » est inscrit dans le signe du pharaon Kih-Oskh, cette fin de l'histoire est immédiatement annulée par la phrase qui lui succède : « L'idée de Tintin — c'est visible — est que ses aventures en Extrême-Orient sont loin d'être terminées : et en effet, elles continuent dans « Le Lotus Bleu » ». Pour Franck Thibault, « le récit des Cigares du pharaon se présente alors comme un anneau de Moebius, qui tout en se bouclant sur lui-même ouvre sur une autre boucle, un autre récit. »

### Style graphique

#### Une évolution au contact de l'art égyptien

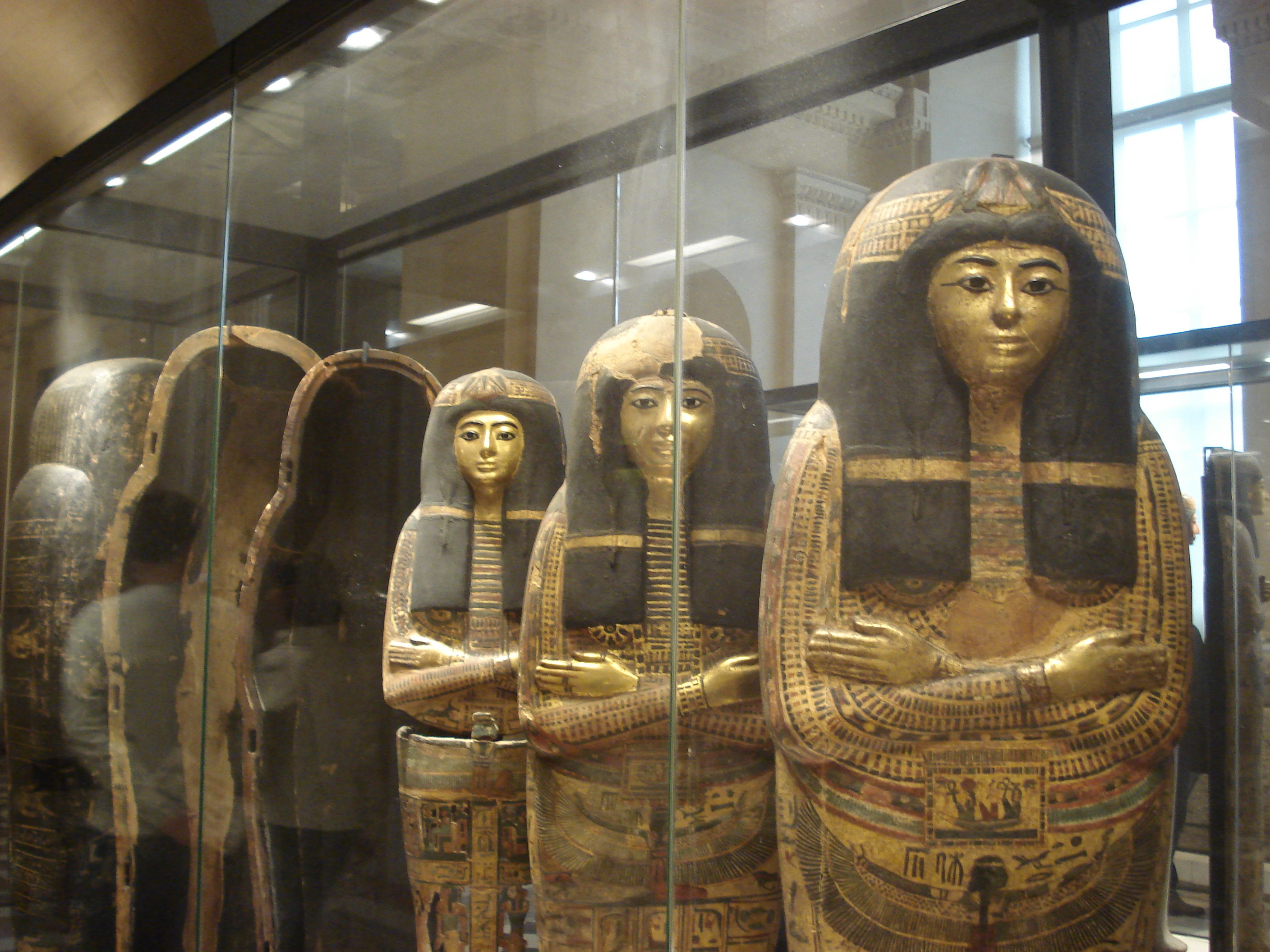
Le conservateur Jean-Louis Hellouin de Cenival élabore une disposition inspiré par Les Cigares du pharaon dans la salle des Sarcophages du musée du Louvre.

Historien de l'art, Pierre Sterckx souligne la qualité graphique de cet album et considère que le contact de l'art égyptien, qu'il qualifie de « ligne claire avant l'heure », permet à Hergé d'affirmer son graphisme en le rendant plus lumineux. Si les premiers albums de la série semblaient encore assez « barbares en matière de dessin », Sterckx considère qu'avec Les Cigares du pharaon, et plus encore avec Le Lotus bleu, le graphisme d'Hergé devient de l'art. Pierre Assouline estime que cet album marque une étape décisive dans la progression du dessinateur, ce que reconnaît également le sémiologue Pierre Fresnault-Deruelle, qui note cependant que la maîtrise graphique est inégale tout au long de l'album et que le dessinateur s'est « égaré » aux Indes.
S'il s'inspire largement des œuvres d'art égyptiennes qui séduisent alors l'Europe au moment de la création de son œuvre, Hergé s'en amuse également et laisse libre cours à son imagination. Ainsi, les hiéroglyphes de la planche 8 comptent de nombreux symboles anachroniques, comme des guillemets, un point d'exclamation, un téléphone, une pipe ou encore une voiture. De même, si le dessinateur respecte fréquemment la vérité archéologique, il s'en éloigne en présentant « en position debout » l'alignement de sarcophages des savants qui ont violé la sépulture du pharaon. Si cette disposition est entièrement inexacte, l'égyptologue français Jean-Louis de Cenival, conservateur du département des antiquités égyptiennes du musée du Louvre de 1982 à 1992, s'en inspire cependant pour créer une scénographie dans l'une de ses salles,.

#### Un nouveau pas vers la ligne claire
Pierre Fresnault-Deruelle juge particulièrement réussie la séquence finale de l'album, relative à la découverte de la loge des trafiquants, dans laquelle il voit une séquence narrative conduite comme une cérémonie. Comme dans Tintin en Amérique, l'album précédent, le dessinateur met en scène son héros dans un souterrain, et ces « corridors de récits », qui semblent « aussi intimidants que fascinants » agissent comme des « cavernes de spectacles ».
La maîtrise artistique d'Hergé transparaît dans certaines cases, comme celle où Tintin ouvre le sarcophage de Milou au milieu de la mer Rouge. Dans cette image, le dessinateur opère une jonction entre deux épisodes séparés de vingt cases : l'évanouissement de Tintin sous l'effet d'un narcotique dans le tombeau du pharaon et son réveil en pleine mer à bord d'un sarcophage. Ce raccord est facilité visuellement par le motif des cirrus, dessinés en rose sur le fond bleu du ciel et qui rappellent les nappes de gaz qui endorment Tintin à l'intérieur du tombeau.
Par ailleurs, certaines cases témoignent du jeu du dessinateur qui consiste à faire coexister au sein de la même case des figures que tout sépare, en représentant des statues parmi ses personnages. C'est le cas dans la huitième planche, où la statue du dieu Anubis est réduit au rang de domestique porteur de vêtements, puis dans la cinquantième planche, quand la statue du dieu Shiva semble douée de parole le temps d'une vignette, avant que les Dupondt apparaissent dissimulés derrière elle. Dans les deux cas, malgré leur facture anthropomorphe, ces statues sont données comme inertes en raison de leur appartenance au monde des objets. Bien que statiques eux aussi, les personnages sont considérés comme animés par le code de lecture mis en place par le dessinateur.

#### Le signe de Kih-Oskh

Le taijitu inspire le signe de Kih-Oskh.

Le signe du pharaon Kih-Oskh, que l'on retrouve tout au long du récit, a donné lieu à de nombreuses interprétations. Il est composé d'un cercle traversé verticalement par une ligne sinueuse qui le déborde, et complété par deux points, l'un à l'intérieur de ce cercle, l'autre à l'extérieur.
Dans une entrevue accordée à Patrice Hamel, Hergé a reconnu s'être inspiré du taijitu, le symbole représentant le Yin et le Yang. Le critique littéraire Jean-Marie Apostolidès analyse dans les modifications apportées par Hergé à ce signe taoïste une volonté d'en faire « l'emblème de la puissance archaïque » : le prolongement de la ligne sinueuse à l'extérieur du cercle est comme « une ramification externe tentant de capter ce qui se trouve au-delà de la frontière pour le ramener à l'intérieur ». Dans cette hypothèse, le point extérieur représente, à travers Tintin, tous ceux qui refusent l'autorité suprême du Grand Maître. De son côté, le philosophe Bernard Spee insiste sur le fait que ce signe est reproduit sur des cigares de marque « Flor Fina », une mention latine qui peut se traduire par « fine fleur » et renvoie au cercle d'initiés que constituent les membres de la société secrète, comme une élite située au-dessus des simples individus. Le philosophe considère que le point à l'extérieur du cercle représente à la fois Tintin et Hergé, lequel fut mis à l'écart de la haute société lorsque le père de Marie-Louise van Custem, son premier amour, refusa de la laisser l'épouser. Ainsi, le signe de Kih-Oskh serait « la condensation graphique de l’humiliation sociale à laquelle a été soumis [le dessinateur] ».
Sur un plan purement artistique, Pierre Fresnault-Deruelle voit dans ce signe une transposition cubiste du visage de Tintin, « reconfiguré, à la manière d’un Georges Braque ou d’un Fernand Léger [qui] aurait gardé, ses traits principaux : le visage rond, la houppette et les yeux ». Dans cette hypothèse, la ligne ondulée joue le rôle d'une ligne de partage « chargée d’associer et de dissocier à la fois les yeux du héros, vu de face et de profil… mais aussi à l’envers et à l’endroit, comme sur les cartes à jouer ».

### Portée philosophique

#### Un témoignage sur le monde vu de l'Occident
La manière dont Hergé présente les peuples que Tintin rencontre au cours de ses aventures véhicule un certain nombre de stéréotypes occidentaux de son époque. Cela concerne, en premier lieu, les populations et la culture arabes. Mathieu Bouchard relève que « le décor, entendons par là la description des structures politiques et de la psychologie des sociétés du Moyen-Orient, reste, sur de nombreux aspects, identique, des Cigares du pharaon à Coke en stock : un espace ouvert aux quatre vents, qui emmènent tant le bon grain que l'ivraie, mais un espace fermé, aux coutumes bizarres, que seuls Tintin et les vrais héros savent dompter. » Le fait que Tintin soit successivement traité en ennemi puis en hôte de marque par Patrash Pasha montre l'ambiguïté du regard d'Hergé sur les Orientaux. Quand le cheikh déclare à Tintin « Nous n'avons que faire ici des produits avariés de votre prétendue civilisation ! », ce n'est pas pour défendre le souverainisme arabe contre la présence menaçante des Occidentaux mais pour mieux s'en moquer : en effet, dans la planche précédente, Hergé met en scène un Bédouin fou de rage après avoir tenté de manger le savon qu'il venait d'acheter au marchand Oliveira da Figueira, comme si les hommes du désert étaient suffisamment incultes pour ignorer l'existence du savon,.
Plus tard, Tintin interrompt malencontreusement le tournage d'un film car il tient pour véridique la scène violente d'une femme battue par un Arabe, sous le regard complaisant d'un autre. Selon Mathieu Bouchard, cette scène ne dénonce en rien les préjugés occidentaux dans la mesure où « nulle image positive de l'Arabe vient contrebalancer l'image filmée, présentée comme vraisemblable ». Le titre du film, « Haine d'Arabe », est sur ce point éloquent. Par conséquent, tout porte à croire que le Moyen-Orient est un lieu où « vivent des populations aux mœurs étranges et dangereuses, d’une certaine manière fermées à la compréhension occidentale ».
L'image des Indiens est elle aussi « nourrie des stéréotypes de la littérature d'aventures des générations précédentes ». Le jeune maharadjah de Rawhajpoutalah est présenté comme un souverain éclairé, ayant à l'esprit le bien de son peuple et, finalement, comme le seul « personnage positif de la société indienne ». Les prêtres, voulant sacrifier Milou, ainsi que le fakir, sont eux présentés comme des personnages maléfiques.

#### Le rêve de Tintin, un lieu de régression?
Après s'être introduit dans le tombeau du pharaon Kih-Oskh, Tintin est endormi sous l'effet d'un puissant narcotique. Son rêve occupe alors quatre cases successives qui sont unifiées par un fond verdâtre et regorgent d'éléments énigmatiques qui peuvent éclairer sur la personnalité du dessinateur et de ses héros. Selon Bernard Spee, professeur de littérature, ce rêve constitue pour Tintin un lieu de régression. Dans la première vignette, le héros est debout, puis il tombe à quatre pattes dans la suivante, avant de s'écrouler au sol et d'être emporté, dans la dernière vignette, par d'autres personnages. Cette dernière image est d'autant plus troublante qu'elle se complète d'une représentation d'un Tintin bébé dans un berceau. Cette vue constitue un paradoxe pour un personnage sans famille, dont on ne connaît ni la mère ni le père, mais elle est surtout unique dans la série où jamais le héros n'évoque son enfance. Dans le même temps, la figure de Philémon Siclone suit une trajectoire inverse d'abord évoqué par son parapluie, puis porteur des cigares et enfin représenté en grand maître de l'opération, si bien qu'au fur et à mesure que Tintin régresse, le professeur Siclone grandit, comme pour signaler l'exclusion du héros.
Par ailleurs, le rêve est marqué par une angoisse de mort et entièrement « construit sur une indication meurtrière qui est annoncée, en quelque sorte programmée par les trafiquants ». En effet, quand Tintin est encore conscient dans la première case, il se voit embaumé dans un sarcophage comme les savants qu'il a vus en entrant dans le tombeau. La présence d'Anubis dans la deuxième case, maître des nécropoles et protecteur des embaumeurs, « confirme que le héros dans son évanouissement est engagé dans une opération funéraire ». Dans les vignettes suivantes, les figures mythologiques sont remplacées par des personnages que Tintin a rencontrés au début de l'aventure, comme les Dupondt, Rastapopoulos ou même Milou. Ce dernier, pourtant fidèle à son maître, est représenté comme complice de son exclusion. Bernard Spee considère que cette image est autobiographique : le prénom de Milou aurait été inspiré à Hergé par son amour d'enfance, Marie-Louise, elle aussi surnommée Milou, un amour interdit par le père de cette dernière qui considérait le futur dessinateur comme un garçon sans avenir. En restant attaché à son père, Marie-Louise procède indirectement à l'exclusion sociale d'Hergé. Milou symboliserait donc les jeunes filles soumises à une instance paternelle et autoritaire, et pour Hergé, le transfert de son amour de jeunesse dans la figure d'un chien fidèle et attaché à son héros constituerait en quelque sorte une revanche.
Cette première incursion du rêve dans les Aventures de Tintin est suivie par de nombreuses autres tout au long de la série.

## Adaptations et postérité

### Radio

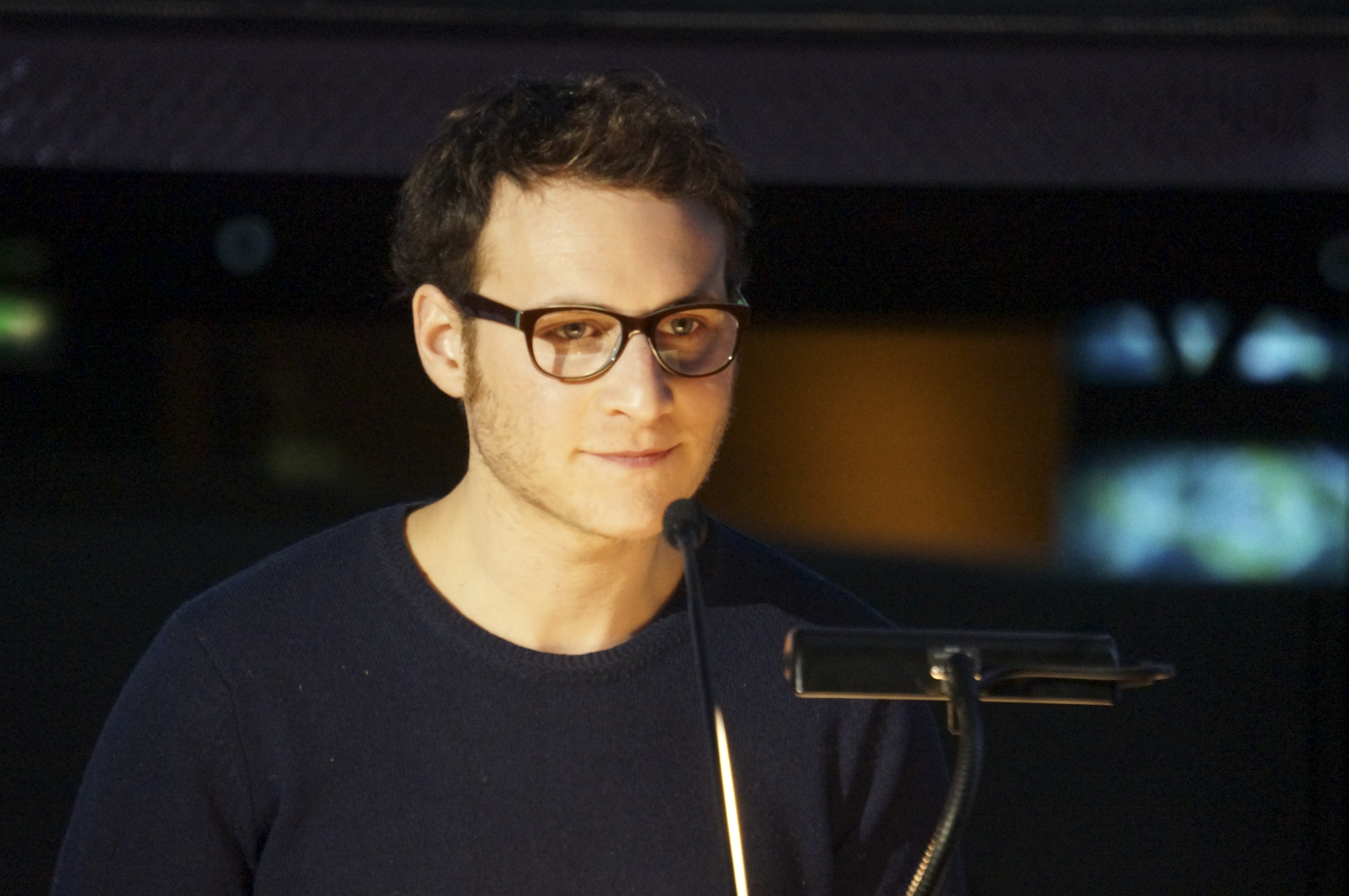
Noam Morgensztern interprète Tintin dans une adaptation radiophonique des Cigares du pharaon.

En 1956, une première adaptation audio des Cigares du pharaon, réalisée par Jean Diery sur une musique de Guy Barbier, est diffusée sur disque microsillon par le label Decca,. Entre 1959 et 1963, la radiodiffusion-télévision française présente un feuilleton radiophonique des Aventures de Tintin de près de 500 épisodes, produit par Nicole Strauss et Jacques Langeais et proposé à l'écoute sur la station France II-Régional. La diffusion des Cigares du pharaon s'étale sur 24 épisodes d'une dizaine de minutes et débute le 20 septembre 1962 pour prendre fin le 13 novembre suivant. Réalisée par René Wilmet, sur une musique de Vincent Vial et André Popp, cette adaptation fait intervenir Maurice Sarfati dans le rôle de Tintin.
Du 8 au 12 février 2016, une nouvelle adaptation radiophonique de l'album est diffusée en cinq épisodes sur France Culture, en partenariat avec la société Moulinsart, la Comédie-Française et l'Orchestre national de France. Réalisée par Benjamin Abitan sur une adaptation de Katell Guillou et une musique originale d'Olivier Daviaud, elle est interprétée par plusieurs comédiens dont Noam Morgensztern dans le rôle de Tintin, Jérémy Lopez dans celui de Milou,.

### Télévision
Les Cigares du pharaon est adapté en 1992 dans la série animée basée sur les Aventures de Tintin, produite en collaboration entre le studio français Ellipse et la société d'animation canadienne Nelvana, tous deux spécialisés dans les programmes pour la jeunesse. L'histoire des Cigares du pharaon est contée en deux épisodes de 20 minutes, les deuxième et troisième de la série. Cette adaptation, réalisée par Stéphane Bernasconi, est reconnue pour être « généralement fidèle » aux bandes dessinées originales, dans la mesure où l'animation est directement appuyée sur les panneaux originaux d'Hergé.
En 2010, le premier épisode de la série documentaire Sur les traces de Tintin, réalisée par Marc Temmerman et diffusée sur Arte, est consacré aux Cigares du pharaon. Cet épisode montre les différents lieux visités par Tintin ou qui ont pu inspirer Hergé.

### Postérité
Le parcours égyptien de Tintin dans cette aventure est célébré lors d'une exposition au Musée national de la civilisation égyptienne du 22 novembre au 22 décembre 2022. Cette exposition est organisée par la société Tintinimaginatio, en coopération avec l'International Fondation for Fine and Decorative Arts, le Griffith Institute et le Ministère du Tourisme égyptien, à l'occasion du centenaire de la découverte du Tombeau de Toutânkhamon et du bicentenaire du déchiffrement des hiéroglyphes par Jean-François Champollion,.

### Jeu vidéo
L'adaptation de l'album en jeu vidéo, Tintin Reporter : Les Cigares du Pharaon, sort en novembre 2023.